# Đồng Tháp
Đồng Tháp là một tỉnh mới thành lập thuộc vùng Đồng bằng sông Cửu Long, Việt Nam. Vùng đất Đồng Tháp đã được Chúa Nguyễn khai phá vào khoảng thế kỷ XVII, XVIII. Tỉnh Đồng Tháp được thành lập trên cơ sở hợp nhất tỉnh Kiến Phong và tỉnh Sa Đéc vào năm 1976, và sau đó là trên cơ sở sáp nhập tỉnh Đồng Tháp và tỉnh Tiền Giang vào năm 2025.
Theo dữ liệu Sáp nhập tỉnh, thành Việt Nam 2025, 	Đồng Tháp	có diện tích: 	5.939	km²,	xếp thứ	28; dân số:	4.370.046	người,	xếp thứ	7; GRDP 2024: 	249.534.461	triệu VNĐ, xếp thứ	18; thu ngân sách 2024:	21.630.027	triệu VNĐ, xếp thứ	21; thu nhập bình quân:	61,58	triệu VNĐ/năm, 	xếp thứ	12.
Tỉnh Đồng Tháp là nơi sông Tiền chảy vào địa phận Việt Nam, có đường biên giới giáp với Campuchia có chiều dài hơn 50 km với 4 cửa khẩu, trong đó có 2 cửa khẩu quốc tế là Thường Phước và Dinh Bà. Đồng Tháp nổi tiếng với những ruộng sen, hiện diện khắp nơi ở Đồng Tháp. Ngó và hạt sen trở thành đặc sản của vùng này. Ngoài ra, Đồng Tháp rất thích hợp cho loại hình du lịch sinh thái. Đồng Tháp nhìn chung vẫn là một tỉnh chậm phát triển.

## Lịch sử

### Thời nhà Nguyễn độc lập
Đất Đồng Tháp được khai phá vào khoảng thế kỷ 17, thế kỷ 18 dưới thời các Chúa Nguyễn. Từ đầu thế kỷ 17, đã có lưu dân Việt đến vùng Sa Đéc khẩn hoang, lập ấp. Thời Gia Long, Sa Đéc thuộc huyện Vĩnh An, phủ Định Viễn, trấn Vĩnh Thanh.
Từ năm 1832, sau cải cách hành chính của Minh Mạng, phần đất tỉnh Đồng Tháp ngày nay nằm trên địa bàn hai tỉnh Định Tường nhà Nguyễn (phần phía Bắc tỉnh Đồng Tháp, cũng là phần phía bờ Bắc sông Tiền Giang) và tỉnh An Giang nhà Nguyễn (phần phía bờ Nam sông Tiền, nằm giữa sông Tiền và sông Hậu, nay là phần phía Đông Nam tỉnh Đồng Tháp). Phần đất Đồng Tháp nằm trên đất tỉnh Định Tường nhà Nguyễn thì trực thuộc tỉnh Định Tường này (một trong 3 tỉnh miền Đông của Nam Kỳ lục tỉnh) cho đến khi Pháp chiếm Định Tường năm 1861. Phần đất Đồng Tháp nằm trên đất tỉnh An Giang nhà Nguyễn thì trực thuộc tỉnh An Giang này (một trong 3 tỉnh miền Tây của Nam Kỳ lục tỉnh) cho đến khi Pháp chiếm tỉnh An Giang năm 1867.

### Thời Pháp thuộc
Thời Pháp thuộc, địa bàn tỉnh Đồng Tháp ngày nay bao gồm toàn bộ đất đai tỉnh Sa Đéc, quận Hồng Ngự của tỉnh Châu Đốc, tổng Phong Thạnh Thượng thuộc quận Chợ Mới, tỉnh Long Xuyên và một phần nhỏ đất đai thuộc quận Cái Bè, tỉnh Mỹ Tho.

#### Trước năm 1900
Sau khi chiếm được ba tỉnh miền Đông Nam Kỳ vào năm 1862, thực dân Pháp dần xóa bỏ tên gọi tỉnh Định Tường cùng hệ thống hành chính phủ huyện cũ thời nhà Nguyễn, đồng thời đặt ra các hạt Thanh tra. Lúc bấy giờ, hạt Thanh tra Kiến Tường được thành lập trên địa bàn huyện Kiến Phong thuộc phủ Kiến Tường, tỉnh Định Tường cũ. Trụ sở hạt Thanh tra Kiến Tường đặt tại Cao Lãnh. Lúc đầu, hạt Thanh tra tạm gọi tên theo tên các phủ huyện cũ, sau mới đổi tên gọi theo địa điểm đóng trụ sở. Về sau, trụ sở được dời từ Cao Lãnh (thuộc thôn Mỹ Trà) đến Cần Lố (thuộc thôn Mỹ Thọ). Chính vì vậy, hạt Thanh tra Kiến Tường cũng được đổi tên thành hạt Thanh tra Cần Lố; bao gồm 3 tổng: Phong Hòa, Phong Phú và Phong Thạnh.
Vào các ngày 20, 22 và 24 tháng 6 năm 1867, Pháp vi phạm hòa ước 1862, chiếm 3 tỉnh miền Tây là Vĩnh Long, An Giang và Hà Tiên. Lúc này, thực dân Pháp cũng xóa bỏ tên gọi tỉnh An Giang cùng hệ thống hành chính phủ huyện cũ thời nhà Nguyễn ở khu vực này, đồng thời cũng đặt ra các hạt Thanh tra. Ngày 16 tháng 8 năm 1867, Pháp lập hạt Thanh tra Sa Đéc, là một trong 24 hạt thanh tra trên toàn cõi Nam Kỳ. Lúc bấy giờ, hạt Thanh tra Sa Đéc được thành lập trên địa bàn phủ Tân Thành thuộc tỉnh An Giang cũ. Ngày 4 tháng 12 năm 1867, huyện Phong Phú được tách ra để lập hạt Thanh tra mới. Ngày 1 tháng 1 năm 1868, Thống đốc Nam Kỳ là Bonard quyết định sáp nhập huyện Phong Phú với vùng Bãi Sào (Sóc Trăng) lập thành quận đặt dưới sự cai trị của người Pháp, lập Tòa Bố tại Sa Đéc. Hạt Sa Đéc (phủ Tân Thành) đặt lỵ sở tại Sa Đéc gồm có 3 huyện: Vĩnh An, An Xuyên và Phong Phú.
Ngày 20 tháng 9 năm 1870, giải thể hạt Thanh tra Cần Lố, đưa hai tổng Phong Hòa và Phong Phú vào hạt Thanh tra Cái Bè; đồng thời đưa tổng Phong Thạnh qua hạt Thanh tra Sa Đéc. Ngày 5 tháng 6 năm 1871, giải thể hạt Thanh tra Cái Bè nhập vào địa bàn hạt Thanh tra Mỹ Tho. Đồng thời, địa bàn tổng Phong Thạnh cũng được chia cho 3 hạt thanh tra Châu Đốc, Long Xuyên và Sa Đéc:
- Hạt Châu Đốc: lấy phần đất 3 làng An Bình, An Long và Tân Thạnh thuộc tổng Phong Thạnh, huyện Kiến Phong. Phần đất này nằm ở phía tây bắc Đồng Tháp Mười, sau gọi là tổng An Phước thuộc hạt Châu Đốc.
- Hạt Long Xuyên: lấy địa phận các làng Tân Phú, Tân Thạnh của tổng Phong Thạnh, huyện Kiến Phong để lập tổng mới gọi là tổng Phong Thạnh Thượng thuộc hạt Long Xuyên.
- Hạt Sa Đéc: lấy địa phận các làng Mỹ Ngãi, Mỹ Trà, Nhị Mỹ, Phong Mỹ (trước đây thuộc tổng Phong Thạnh, huyện Kiến Phong) để lập tổng mới cũng lấy tên là tổng Phong Thạnh. Lại lấy địa phận các làng Mỹ Long, Bình Hàng Tây (nguyên thuộc tổng Phong Phú, huyện Kiến Phong) để lập tổng mới gọi là tổng Phong Nẫm. Hai tổng Phong Thạnh (mới) và Phong Nẫm đều thuộc về hạt Sa Đéc.

Ngày 05 tháng 6 năm 1871, hạt Sa Đéc nhận thêm hạt Cần Thơ vừa bị giải thể. Ngày 30 tháng 4 năm 1872, Thống đốc Nam Kỳ ra Nghị định tách huyện Phong Phú thuộc hạt Sa Đéc và hợp với vùng Bắc Tràng (thuộc phủ Lạc Hóa, tỉnh Vĩnh Long trước đây) để lập thành một hạt, đặt Tòa Bố tại Trà Ôn. Một năm sau, Tòa Bố từ Trà Ôn lại dời về Cái Răng. Ngày 23 tháng 2 năm 1876, Thống đốc Nam Kỳ ra Nghị định mới lấy huyện Phong Phú và một phần huyện An Xuyên và Tân Thành để lập hạt Cần Thơ với thủ phủ là Cần Thơ. Hạt Cần Thơ thuộc khu vực Bassac (Hậu Giang).
Ngày 05 tháng 1 năm 1876, hạt Thanh tra Sa Đéc đổi thành hạt tham biện Sa Đéc, các thôn đổi thành làng. Sa Đéc trở thành một hạt tham biện (arrondissement) thuộc khu vực hành chính (circonscription) Vĩnh Long do thực dân Pháp đặt ra. Địa hạt Sa Đéc trong giai đoạn 1876–1899 không còn chia cấp huyện nữa mà trực tiếp quản lý từ cấp tổng trở xuống. Hạt Sa Đéc lúc này bao gồm 9 tổng: An Hội, An Mỹ, An Phong, An Thới, An Tịnh, An Trung, An Thạnh, Phong Nẫm, Phong Thạnh.

#### Giai đoạn 1900–1945
Theo Nghị định của Toàn quyền Đông Dương vào ngày 20 tháng 12 năm 1899 thì kể từ ngày 1 tháng 1 năm 1900, đổi tất cả các hạt ở Nam Kỳ thành tỉnh. Lúc bấy giờ, các hạt tham biện Sa Đéc, Long Xuyên và Châu Đốc lần lượt trở thành các tỉnh sau: tỉnh Sa Đéc, tỉnh Long Xuyên và tỉnh Châu Đốc. Tình hình đó kéo dài cho đến đầu năm 1956. Ban đầu, các tổng trực thuộc tỉnh. Về sau, thực dân Pháp mới tiến hành lập các quận trực thuộc tỉnh, quận vốn là đơn vị hành chính trung gian giữa cấp tỉnh và cáp tổng.
Ngày 1 tháng 1 năm 1900, thực dân Pháp lập tỉnh Sa Đéc. Tỉnh Sa Đéc nằm ở hai bên sông Tiền Giang, giáp các tỉnh Long Xuyên, Tân An, Vĩnh Long, Cần Thơ và Mỹ Tho. Dân số tỉnh Sa Đéc theo số liệu thống kê năm 1901 là 182.924 người và năm 1920 là 203.588 người. Năm 1903, tỉnh Sa Đéc có 10 tổng với 79 làng trực thuộc như sau: An Hội (6 làng), An Mỹ (15 làng), An Phong (8 làng), An Thới (9 làng), An Tịnh (4 làng), An Trung (6 làng), An Thạnh Thượng (6 làng), An Thạnh Hạ (6 làng), Phong Nẫm (11 làng), Phong Thạnh (6 làng).
Tỉnh lỵ Sa Đéc ban đầu đặt tại làng Vĩnh Phước thuộc quận Châu Thành (kể từ năm 1924). Sau này, thực dân Pháp hợp nhất ba làng Tân Phú Đông, Vĩnh Phước và Hòa Khánh lại thành một làng lấy tên là Tân Vĩnh Hòa. Từ đó, tỉnh lỵ Sa Đéc thuộc địa bàn làng Tân Vĩnh Hòa.
Từ ngày 9 tháng 2 năm 1913 đến ngày 9 tháng 2 năm 1924, tỉnh Sa Đéc bị chính quyền thực dân Pháp giải thể, toàn bộ diện tích tỉnh bị sáp nhập vào tỉnh Vĩnh Long. Ngày 10 tháng 12 năm 1913, thực dân Pháp thành lập quận Cao Lãnh thuộc tỉnh Vĩnh Long. Ngày 1 tháng 4 năm 1916, thực dân Pháp cho thành lập thêm quận Sa Đéc và quận Lai Vung cùng thuộc tỉnh Vĩnh Long. Sau năm 1924, tỉnh Sa Đéc được tái lập với 3 quận trực thuộc: Châu Thành (đổi tên từ quận Sa Đéc), Cao Lãnh, Lai Vung.
Năm 1917, thực dân Pháp lập quận Chợ Mới thuộc tỉnh Long Xuyên. Lúc này tổng Phong Thạnh Thượng trực thuộc quận Chợ Mới. Ngày 19 tháng 12 năm 1929, thực dân Pháp lập thêm quận Hồng Ngự thuộc tỉnh Châu Đốc do tách ra từ quận Tân Châu cùng tỉnh. Quận Hồng Ngự gồm có 2 tổng trực thuộc: Cù Lao Tây và An Phước.

### Giai đoạn 1945–1954
Sau Cách mạng tháng 8 năm 1945, tỉnh Sa Đéc, tỉnh Long Xuyên và tỉnh Châu Đốc nằm trong danh sách 21 tỉnh ở Nam Bộ. Lúc này, Ủy ban Kháng chiến Hành chính Nam bộ chủ trương bỏ cấp tổng, bỏ đơn vị làng, thống nhất gọi là xã, đồng thời bỏ danh xưng quận, gọi thay thế bằng huyện. Chính quyền Việt Nam Cộng hòa đến năm 1956 cũng thống nhất dùng danh xưng là xã, tuy nhiên vẫn gọi là quận cho đến năm 1975. Đồng thời, chính quyền Việt Minh cũng cho thành lập thị xã Sa Đéc trực thuộc tỉnh Sa Đéc trên cơ sở tách đất làng Tân Vĩnh Hòa và các vùng lân cận.
Ngày 19 tháng 5 năm 1947, Chính phủ lâm thời Cộng hòa Nam Kỳ tự trị thân Pháp quyết định tách đất quận Thốt Nốt để lập thêm quận Lấp Vò ban đầu cùng thuộc tỉnh Long Xuyên. Ngày 14 tháng 5 năm 1949, tỉnh Sa Đéc nhận thêm quận Lấp Vò từ tỉnh Long Xuyên. Ngày 12 tháng 9 năm 1947, theo chỉ thị số 50/CT của Ủy ban kháng chiến hành chính Nam Bộ (chính quyền Việt Nam Dân chủ Cộng hòa), lúc bấy giờ có sự thay đổi sắp xếp hành chính của tỉnh Châu Đốc và tỉnh Long Xuyên, thành lập các tỉnh mới có tên là Long Châu Tiền và Long Châu Hậu. Theo đó, tỉnh Long Châu Tiền nằm ở phía bờ trái (tả ngạn) sông Hậu, hai bên sông Tiền, thuộc khu 8 và có 5 huyện: Tân Châu, Hồng Ngự, Chợ Mới, Châu Phú B và Lấp Vò. Ngày 14 tháng 5 năm 1949, huyện Lấp Vò được trả về tỉnh Sa Đéc. Cũng trong năm đó, huyện Tân Châu của tỉnh Long Châu Tiền chia thành 2 huyện mới là Phú Châu và Tân Châu.
Tháng 6 năm 1951, tỉnh Long Châu Tiền hợp nhất với tỉnh Sa Đéc thành tỉnh Long Châu Sa, gồm 7 huyện: Châu Thành (của tỉnh Sa Đéc cũ), Lai Vung, Cao Lãnh, Tân Hồng, Tân Châu, Phú Châu, Chợ Mới. Trong đó, hai huyện Tân Hồng và Tân Châu vốn là hai huyện Hồng Ngự và Tân Châu của tỉnh Long Châu Tiền trước đó. Tháng 7 năm 1951, nhập huyện Lấp Vò vào tỉnh Long Châu Sa. Tuy nhiên, tên các tỉnh Long Châu Tiền, Long Châu Sa lại không được chính quyền Quốc gia Việt Nam của Bảo Đại và chính quyền Việt Nam Cộng hòa công nhận. Đến cuối năm 1954, tỉnh Sa Đéc, tỉnh Long Xuyên và tỉnh Châu Đốc đều được chính quyền Việt Minh tái lập trở lại.

### Giai đoạn 1956–1976

#### Việt Nam Cộng hòa
Ban đầu, chính quyền Quốc gia Việt Nam và sau đó là Việt Nam Cộng hòa vẫn duy trì tên gọi tỉnh Sa Đéc, tỉnh Long Xuyên và tỉnh Châu Đốc như thời Pháp thuộc. Năm 1955, quận Cao Lãnh vẫn thuộc tỉnh Sa Đéc; tổng Phong Thạnh Thượng vẫn thuộc quận Chợ Mới, tỉnh Long Xuyên và quận Hồng Ngự vẫn thuộc tỉnh Châu Đốc như cũ. Ngày 17 tháng 2 năm 1956, chính quyền Việt Nam Cộng hòa ban hành Sắc lệnh 22–NV thành lập tỉnh Phong Thạnh bao gồm đất đai của quận Cao Lãnh thuộc tỉnh Sa Đéc, quận Hồng Ngự thuộc tỉnh Châu Đốc, tổng Phong Thạnh Thượng thuộc quận Chợ Mới, tỉnh Long Xuyên và một phần nhỏ đất đai thuộc quận Cái Bè, tỉnh Mỹ Tho trước đó. Tỉnh lỵ tỉnh Phong Thạnh đặt tại Cao Lãnh. Thời gian này, tỉnh Sa Đéc vẫn còn tồn tại với 3 quận trực thuộc còn lại: Châu Thành, Lai Vung, Lấp Vò.
Đến ngày 22 tháng 10 năm 1956, Tổng thống Việt Nam Cộng hòa Ngô Đình Diệm ban hành Sắc lệnh 143–NV để "thay đổi địa giới và tên Đô thành Sài Gòn – Chợ Lớn cùng các tỉnh và tỉnh lỵ tại Việt Nam". Địa giới và địa danh các tỉnh ở miền Nam thay đổi nhiều, một số tỉnh mới được thành lập. Theo Sắc lệnh này, địa phận Nam Phần của Việt Nam Cộng Hoà gồm Đô thành Sài Gòn và 22 tỉnh. Lúc này, tỉnh Phong Thạnh được đổi tên thành tỉnh Kiến Phong; còn toàn bộ phần còn lại tỉnh Sa Đéc bị giải thể, sáp nhập vào địa bàn tỉnh Vĩnh Long. Tỉnh lỵ tỉnh Kiến Phong có tên là "Cao Lãnh", về mặt hành chính thuộc xã Mỹ Trà, quận Cao Lãnh. Năm 1957, tỉnh Kiến Phong gồm 4 quận ban đầu: Cao Lãnh, Mỹ An, Thanh Bình và Hồng Ngự. Trong đó, quận Mỹ An được thành lập mới trên phần đất phía đông bắc thuộc quận Cao Lãnh và một phần đất đai thuộc quận Cái Bè, tỉnh Mỹ Tho trước đó. Quận Thanh Bình được thành lập mới bao gồm toàn bộ đất đai của tổng Phong Thạnh Thượng, toàn bộ Cù Lao Tây (trước thuộc quận Hồng Ngự) và một phần nhỏ đất đai thuộc quận Hồng Ngự trước đó.
Ngày 13 tháng 7 năm 1961, lại tách đất quận Cao Lãnh để lập mới quận Kiến Văn cùng thuộc tỉnh Kiến Phong. Năm 1969, chính quyền Việt Nam Cộng hòa cho lập mới quận Đồng Tiến thuộc tỉnh Kiến Phong trên cơ sở tách phần lớn vùng đất phía đông của quận Thanh Bình hợp với một phần nhỏ đất đai phía bắc trước đó thuộc quận Cao Lãnh. Năm 1973, tỉnh Kiến Phong có 6 quận: Cao Lãnh, Mỹ An, Kiến Văn, Thanh Bình, Đồng Tiến, Hồng Ngự. Ngày 12 tháng 7 năm 1974, chính quyền Việt Nam Cộng hòa lập quận mới có tên là quận Hậu Mỹ thuộc tỉnh Định Tường (trước năm 1956 là tỉnh Mỹ Tho). Lúc này, xã Mỹ Đa thuộc quận Mỹ An của tỉnh Kiến Phong được giao về cho quận Hậu Mỹ của tỉnh Định Tường quản lý. Các đơn vị hành chính của quận Hậu Mỹ chưa sắp xếp xong thì chính quyền Việt Nam Cộng hòa sụp đổ vào ngày 30 tháng 4 năm 1975.
Địa bàn tỉnh Sa Đéc vừa bị giải thể tương ứng với quận Sa Đéc và quận Lấp Vò cùng thuộc tỉnh Vĩnh Long. Trong đó, quận Châu Thành thuộc tỉnh Sa Đéc cũ được đổi tên thành quận Sa Đéc, riêng quận Lai Vung trước đó cũng bị giải thể và sáp nhập vào quận Lấp Vò. Ngày 8 tháng 10 năm 1957, theo Nghị định số 308–BNV/NC/NĐ của Bộ trưởng Bộ Nội vụ Việt Nam Cộng hòa, quận Sa Đéc và quận Lấp Vò cùng trực thuộc tỉnh Vĩnh Long. Lúc này, xã Tân Vĩnh Hòa chỉ còn giữ vai trò là quận lỵ quận Sa Đéc. Ngày 11 tháng 7 năm 1962, tỉnh Vĩnh Long cho thành lập mới hai quận là Đức Tôn và Đức Thành, do lần lượt tách ra từ quận Sa Đéc và quận Lấp Vò.
Ngày 24 tháng 9 năm 1966, chính quyền Việt Nam Cộng hòa ký Sắc lệnh số 162–SL/ĐUHC quyết định tái lập tỉnh Sa Đéc. Tỉnh Sa Đéc mới tách ra từ tỉnh Vĩnh Long, chỉ gồm phần đất nằm giữa hai con sông Tiền Giang và Hậu Giang, với diện tích khoảng 900 km². Tỉnh lỵ tỉnh Sa Đéc có tên là "Sa Đéc", về mặt hành chính thuộc xã Tân Vĩnh Hòa, quận Châu Thành (từ sau năm 1968 thuộc quận Đức Thịnh). Tỉnh Sa Đéc khi đó bao gồm 4 quận trực thuộc: Châu Thành (do đổi tên từ quận Sa Đéc trước đó), Lấp Vò, Đức Tôn và Đức Thành. Đến ngày 14 tháng 3 năm 1968, lại đổi tên quận Châu Thành thành quận Đức Thịnh thuộc tỉnh Sa Đéc. Năm 1973, tỉnh Sa Đéc vẫn gồm 4 quận trực thuộc như cũ: Đức Thịnh, Đức Tôn, Đức Thành, Lấp Vò.

#### Chính quyền Cách mạng
Chính quyền Mặt trận Dân tộc Giải phóng Miền Nam Việt Nam và sau này là Chính phủ Cách mạng lâm thời Cộng hòa Miền Nam Việt Nam cũng phân chia, sắp xếp lại các đơn vị hành chính trong tỉnh như bên chính quyền Việt Nam Cộng hòa. Cuối năm 1956, chính quyền Cách mạng thành lập cũng tỉnh Kiến Phong, đến giữa năm 1957 giải thể và sáp nhập phần còn lại của tỉnh Sa Đéc vào tỉnh Vĩnh Long.
Chính quyền Cách mạng khi đó cũng đồng thời tách xã Mỹ Trà và các vùng lân cận để thành lập thị xã Cao Lãnh thuộc tỉnh Kiến Phong. Như vậy, lúc bấy giờ thị xã Cao Lãnh và huyện Cao Lãnh cùng là hai đơn vị hành chính cấp huyện ngang bằng nhau. Sau đó, chính quyền Cách mạng cũng cho thành lập thêm huyện Kiến Văn, huyện Mỹ An và huyện Thanh Bình như phía chính quyền Việt Nam Cộng hòa. Tỉnh Kiến Phong khi đó gồm các đơn vị hành chính trực thuộc: thị xã Cao Lãnh, huyện Cao Lãnh, huyện Mỹ An (ngày nay là huyện Tháp Mười), huyện Kiến Văn, huyện Thanh Bình, huyện Hồng Ngự. Tháng 12 năm 1965 tỉnh Kiến Phong nhận thêm huyện Chợ Mới từ tỉnh An Giang (trước năm 1956 thuộc tỉnh Long Xuyên).
Ngày 5 tháng 5 năm 1969, tỉnh Kiến Phong thành lập thêm huyện Tam Nông, tương ứng với địa bàn quận Đồng Tiến của chính quyền Việt Nam Cộng hòa lúc bấy giờ. "Tam Nông" vốn là tên một huyện của tỉnh Phú Thọ kết nghĩa với tỉnh Kiến Phong trong thời kỳ đấu tranh chống lại quân đội Hoa Kỳ và chính quyền Việt Nam Cộng hòa ở miền Nam Việt Nam.
Năm 1957, chính quyền Cách mạng cũng giải thể và sáp nhập tỉnh Sa Đéc vào tỉnh Vĩnh Long. Đồng thời, huyện Châu Thành cũ cũng đổi tên thành huyện Sa Đéc. Như vậy, lúc bấy giờ thị xã Sa Đéc và huyện Sa Đéc là hai đơn vị hành chính cấp huyện ngang bằng nhau và cùng thuộc tỉnh Vĩnh Long. Địa bàn thị xã Sa Đéc của chính quyền Cách mạng khi đó tương ứng với xã Tân Vĩnh Hòa thuộc quận Sa Đéc của chính quyền Việt Nam Cộng hòa. Bên cạnh đó, huyện Lai Vung trước đó cũng bị giải thể và sáp nhập vào huyện Lấp Vò cùng thuộc tỉnh Vĩnh Long.
Trong giai đoạn 1963–1968, chính quyền Cách mạng lại tách đất huyện Châu Thành để thành lập thêm huyện Lê Hà (lấy tên một người chiến sĩ cộng sản đã hy sinh trước đó) thuộc tỉnh Vĩnh Long có địa giới hành chính trùng với quận Sa Đéc sau năm 1962 của chính quyền Việt Nam Cộng hòa. Huyện Lê Hà sau năm 1968 bị giải thể. Trong giai đoạn 1966–1974, địa bàn tỉnh Sa Đéc của chính quyền Việt Nam Cộng hòa vẫn do tỉnh Vĩnh Long của chính quyền Cách mạng quản lý. Do đó, huyện Lấp Vò, huyện Sa Đéc và thị xã Sa Đéc vẫn thuộc tỉnh Vĩnh Long trong giai đoạn này. Bên cạnh đó, tên gọi các quận Đức Thịnh, Đức Tôn và Đức Thành cũng không được phía chính quyền Cách mạng công nhận và sử dụng.
Tháng 8 năm 1974, Trung ương Cục miền Nam quyết định giải thể các tỉnh Kiến Phong và An Giang để tái lập các tỉnh Long Châu Tiền và tỉnh Sa Đéc. Tỉnh Sa Đéc gồm các huyện Chợ Mới, Cao Lãnh, Kiến Văn, Mỹ An và thị xã Cao Lãnh của tỉnh Kiến Phong cũ; đồng thời cũng nhận lại các huyện Lấp Vò, Châu Thành, thị xã Sa Đéc của tỉnh Vĩnh Long giao lại; tỉnh lỵ tỉnh Sa Đéc khi đó đặt tại thị xã Sa Đéc. Tỉnh Long Châu Tiền gồm các huyện: Hồng Ngự, Thanh Bình, Tam Nông của tỉnh Kiến Phong cũ và các huyện An Phú, Tân Châu, Phú Tân A và Phú Tân B của tỉnh An Giang cũ; tỉnh lỵ đặt tại thị trấn Tân Châu, huyện Tân Châu (ngày nay là thị xã Tân Châu).
Sau ngày 30 tháng 4 năm 1975, chính quyền quân quản Cộng hòa miền Nam Việt Nam ban đầu vẫn duy trì tỉnh Sa Đéc và tỉnh Long Châu Tiền như trước đó cho đến đầu năm 1976. Lúc này, chính quyền Cách mạng cũng bỏ danh xưng "quận" có từ thời Pháp thuộc và lấy danh xưng "huyện" (quận và phường dành cho các đơn vị hành chính tương đương khi đã đô thị hóa).
Ngày 20 tháng 9 năm 1975, Bộ Chính trị ra Nghị quyết số 245–NQ/TW về việc bỏ khu, hợp tỉnh trong toàn quốc "nhằm xây dựng các tỉnh thành những đơn vị kinh tế, kế hoạch và đơn vị hành chính có khả năng giải quyết đến mức cao nhất những yêu cầu về đẩy mạnh sản xuất, tổ chức đời sống vật chất, văn hóa của nhân dân, về củng cố quốc phòng, bảo vệ trị an, và có khả năng đóng góp tốt nhất vào sự nghiệp chung của cả nước". Theo Nghị quyết này, tỉnh Long Châu Tiền, tỉnh Sa Đéc và tỉnh Kiến Tường sẽ hợp nhất lại thành một tỉnh, tên gọi tỉnh mới cùng với nơi đặt tỉnh lỵ sẽ do địa phương đề nghị lên. Nhưng đến ngày 20 tháng 12 năm 1975, Bộ Chính trị lại ra Nghị quyết số 19/NQ điều chỉnh lại việc hợp nhất tỉnh ở miền Nam Việt Nam cho sát với tình hình thực tế, theo đó tỉnh Sa Đéc và tỉnh Kiến Phong cũ thời Việt Nam Cộng hòa được tiến hành hợp nhất lại thành một tỉnh.

### Từ năm 1976 đến nay

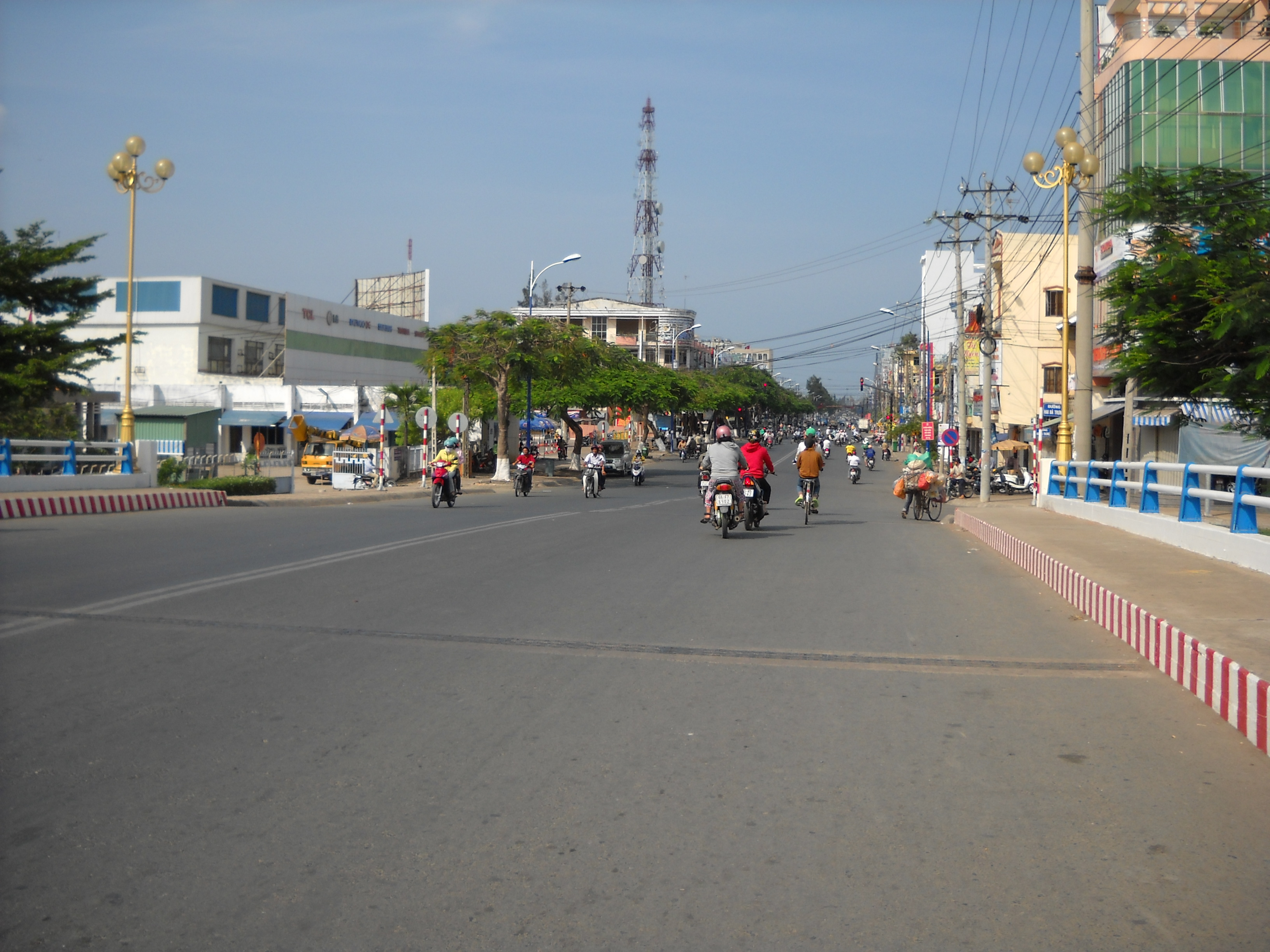
Đường phố ở Tp Cao Lãnh

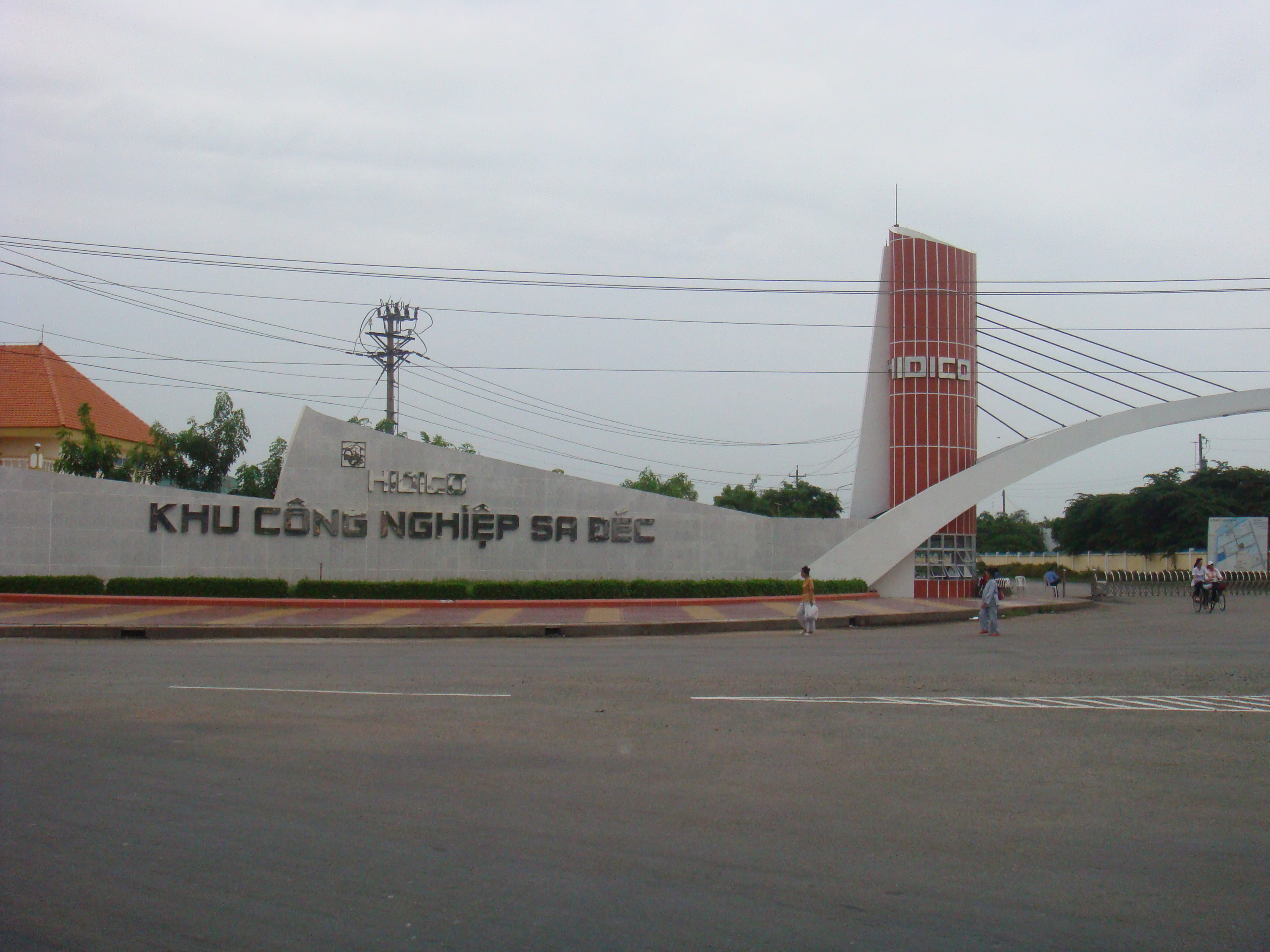
Khu Công nghiệp ở Tp Sa Đéc

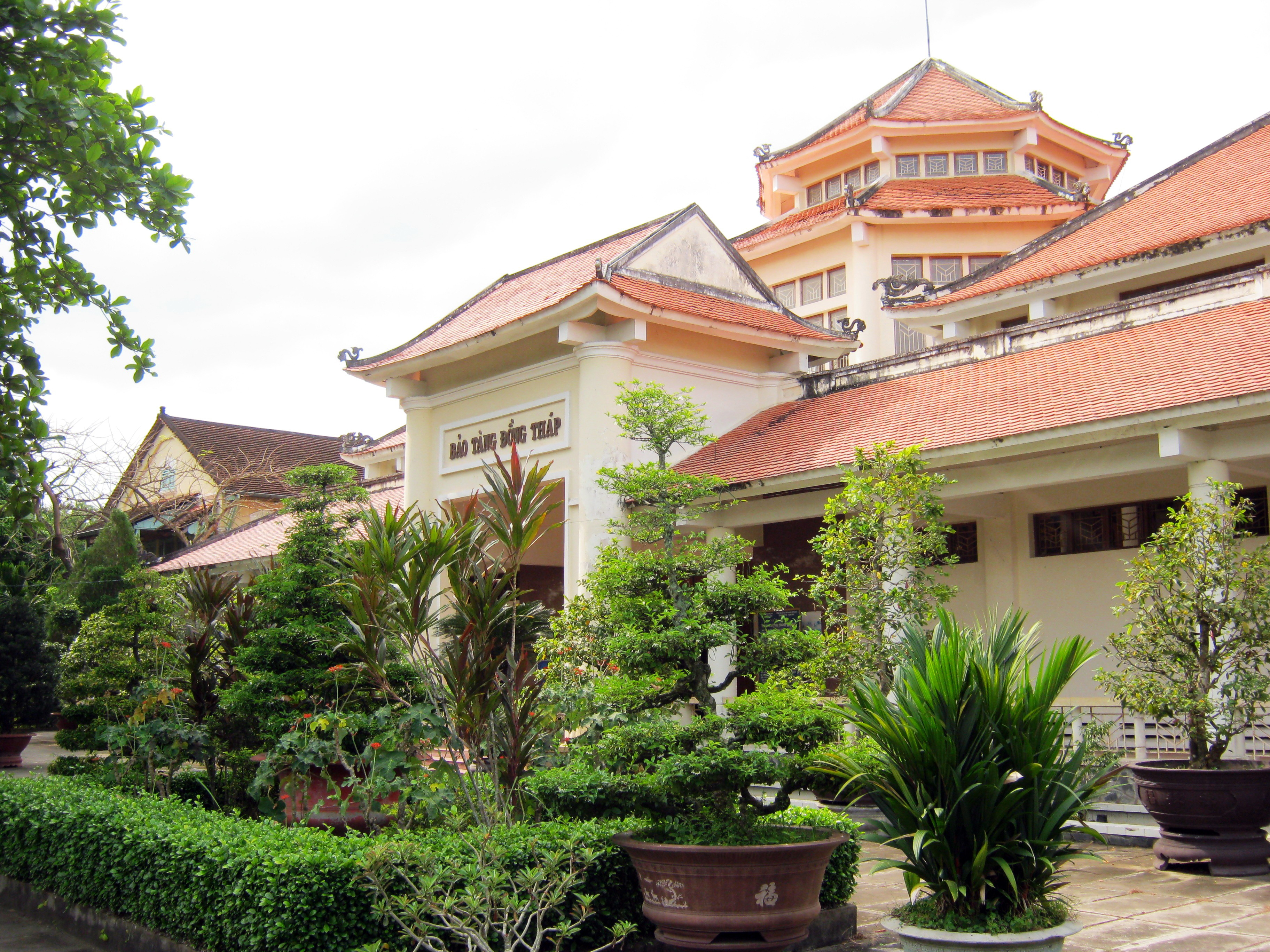
Nhà Bảo tàng ở Tp Cao Lãnh

Tháng 2 năm 1976, Chính phủ nước Cộng hòa Xã hội Chủ nghĩa Việt Nam quyết định hợp nhất tỉnh Kiến Phong và tỉnh Sa Đéc thời Việt Nam Cộng hòa để thành lập tỉnh mới có tên gọi là tỉnh Đồng Tháp, có tỉnh lỵ ban đầu đặt tại thị xã Sa Đéc. Tỉnh Đồng Tháp lúc này gồm thị xã Sa Đéc, và 5 huyện: Cao Lãnh, Châu Thành, Hồng Ngự, Lấp Vò, Tam Nông. Ngày 5 tháng 1 năm 1981, Hội đồng Bộ trưởng ban hành Quyết định số 4–CP về việc chia huyện Cao Lãnh thành hai huyện lấy tên là huyện Cao Lãnh và huyện Tháp Mười; đồng thời đổi tên huyện Lấp Vò thành huyện Thạnh Hưng thuộc tỉnh Đồng Tháp.
Ngày 23 tháng 2 năm 1983, Hội đồng Bộ trưởng Nhà nước Việt Nam ban hành Quyết định số 13–HĐBT, điều chỉnh địa giới hành chính một số huyện của tỉnh Đồng Tháp. Trong đó, chia huyện Tam Nông thành hai huyện lấy tên là huyện Tam Nông và huyện Thanh Bình. Đồng thời, thành lập thị xã Cao Lãnh trên cơ sở tách thị trấn Cao Lãnh và các xã Hòa An, Mỹ Trà, Mỹ Tân của huyện Cao Lãnh. Ngày 22 tháng 4 năm 1989, Hội đồng Bộ trưởng Nhà nước Việt Nam ban hành Quyết định số 41–HĐBT, chia huyện Hồng Ngự thành hai huyện lấy tên là huyện Hồng Ngự và huyện Tân Hồng. Đến ngày 27 tháng 6 năm 1989, Hội đồng Bộ trưởng Nhà nước Việt Nam tiếp tục quyết định chia huyện Thạnh Hưng thành hai huyện lấy tên là huyện Thạnh Hưng và huyện Lai Vung.
Ngày 29 tháng 4 năm 1994, Chính phủ Việt Nam ban hành Nghị định số 36–CP về việc di chuyển tỉnh lỵ tỉnh Đồng Tháp từ thị xã Sa Đéc về thị xã Cao Lãnh. Ngày 6 tháng 12 năm 1996, Chính phủ Việt Nam ban hành Nghị định số 81–CP về việc đổi tên huyện Thạnh Hưng thuộc tỉnh Đồng Tháp thành huyện Lấp Vò. Cuối năm 2003, tỉnh Đồng Tháp có thị xã Cao Lãnh, thị xã Sa Đéc, và các huyện là Tân Hồng, Hồng Ngự, Tam Nông, Thanh Bình, Tháp Mười, Cao Lãnh, Lấp Vò, Lai Vung, Châu Thành.
Ngày 16 tháng 1 năm 2007, Chính phủ Việt Nam ban hành Nghị định số 10/2007/NĐ–CP về việc thành lập thành phố Cao Lãnh thuộc tỉnh Đồng Tháp trên cơ sở toàn bộ diện tích tự nhiên, dân số và các đơn vị hành chính trực thuộc của thị xã Cao Lãnh. Ngày 23 tháng 12 năm 2008, Chính phủ Việt Nam ban hành Nghị định số 08/NĐ–CP về việc điều chỉnh địa giới hành chính huyện Hồng Ngự để thành lập thị xã Hồng Ngự, thành lập phường thuộc thị xã Hồng Ngự, tỉnh Đồng Tháp. Ngày 14 tháng 10 năm 2013, Chính phủ Việt Nam ban hành Nghị quyết số 113/NQ–CP  về việc thành lập thành phố Sa Đéc thuộc tỉnh Đồng Tháp trên cơ sở toàn bộ 5.981 ha diện tích tự nhiên, 152.237 nhân khẩu và 09 đơn vị hành chính cấp xã của thị xã Sa Đéc.
Ngày 10 tháng 2 năm 2018, Thủ tướng Chính phủ ban hành Quyết định số 210/QĐ–TTg công nhận thành phố Sa Đéc là đô thị loại II. Ngày 22 tháng 1 năm 2020, Thủ tướng Chính phủ ban hành Quyết định số 155/QĐ–TTg công nhận thành phố Cao Lãnh là đô thị loại II. Ngày 18 tháng 9 năm 2020, Ủy ban Thường vụ Quốc hội ban hành Nghị quyết 1003/NQ–UBTVQH14 về việc thành lập thành phố Hồng Ngự thuộc tỉnh Đồng Tháp trên cơ sở toàn bộ 121,84 km² diện tích tự nhiên và 100.610 người của thị xã Hồng Ngự (nghị quyết có hiệu lực từ ngày 1 tháng 11 năm 2020).
Tỉnh Đồng Tháp có 3 thành phố và 9 huyện như hiện nay.
Ngày 12 tháng 6 năm 2025, Quốc hội ban hành Nghị quyết số 202/2025/QH15 về việc sắp xếp đơn vị hành chính cấp tỉnh (nghị quyết có hiệu lực từ ngày 12 tháng 6 năm 2025). Theo đó, sáp nhập tỉnh Tiền Giang vào tỉnh Đồng Tháp.
Sau khi sáp nhập, tỉnh Đồng Tháp có 5.938,64 km² diện tích tự nhiên và quy mô dân số là 4.370.046 người.

## Địa lý

### Vị trí địa lý
Đồng Tháp là một trong 6 tỉnh, thành phố của vùng Đồng bằng sông Cửu Long và là tỉnh duy nhất có địa bàn ở cả hai bờ sông Tiền. Lãnh thổ của tỉnh Đồng Tháp nằm trong giới hạn tọa độ 10°07’ – 10°58’ vĩ độ Bắc và 105°12’ – 105°56’ kinh độ Đông. Tỉnh có vị trí địa lý:
- Phía đông giáp Thành phố Hồ Chí Minh, tỉnh Tây Ninh, Biển Đông
- Phía tây giáp tỉnh An Giang
- Phía nam giáp thành phố Cần Thơ và tỉnh Vĩnh Long
- Phía bắc giáp tỉnh Tây Ninh và tỉnh Prey Veng, Campuchia.

Tỉnh Đồng Tháp có đường biên giới quốc gia giáp với Campuchia với chiều dài khoảng 50 km từ Hồng Ngự đến Tân Hồng, với 4 cửa khẩu là Thông Bình, Dinh Bà, Mỹ Cân và Thường Phước. Hệ thống đường Quốc lộ 30, 80, 54 cùng với Quốc lộ N1, N2 gắn kết Đồng Tháp với Thành phố Hồ Chí Minh và các tỉnh trong khu vực.

### Điều kiện tự nhiên

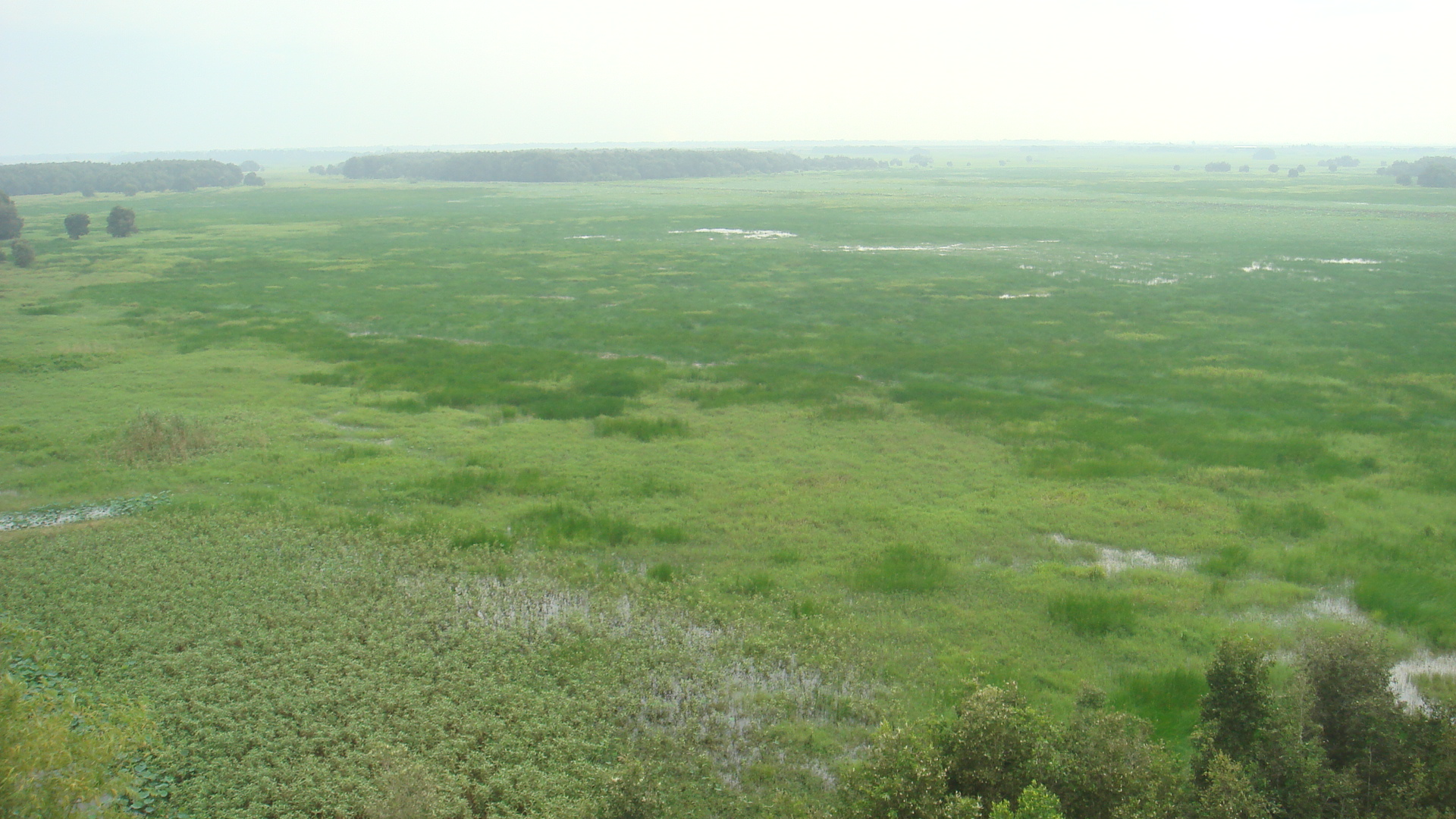
Toàn cảnh Đồng Tháp Mười
nhìn từ trên cao

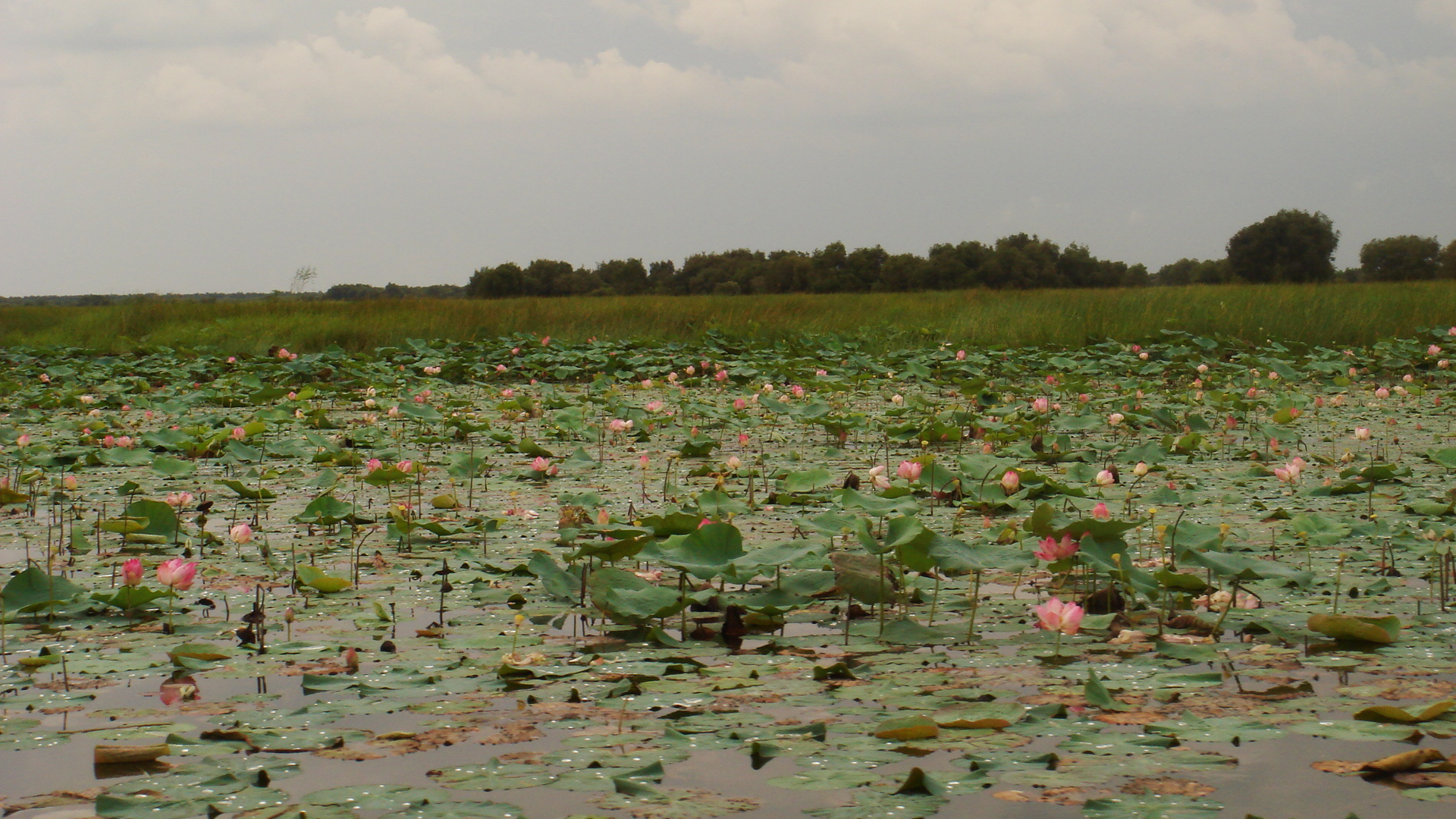
Đầm hoa Sen ở Đồng Tháp Mười

Địa hình Đồng Tháp tương đối bằng phẳng với độ cao phổ biến 1–2 mét so với mặt biển. Địa hình được chia thành 2 vùng lớn là vùng phía bắc sông Tiền và vùng phía nam sông Tiền. Đồng Tháp nằm trong vùng khí hậu nhiệt đới, đồng nhất trên địa giới toàn tỉnh, khí hậu ở đây được chia làm 2 mùa rõ rệt là mùa mưa và mùa khô. Trong đó, mùa mưa thường bắt đầu từ tháng 5 đến tháng 11, mùa khô bắt đầu từ tháng 12 đến tháng 4 năm sau. Độ ẩm trung bình năm là 82,5%, số giờ nắng trung bình 6,8 giờ/ngày. Lượng mưa trung bình từ 1.170 – 1.520 mm, tập trung vào mùa mưa, chiếm 90 – 95% lượng mưa cả năm. Những đặc điểm về khí hậu như trên tương đối thuận lợi cho phát triển nông nghiệp toàn diện.
Đất đai của Đồng Tháp có kết cấu mặt bằng kém bền vững lại tương đối thấp, nên làm mặt bằng xây dựng đòi hỏi kinh phí cao, nhưng rất phù hợp cho sản xuất lương thực.
Đất đai tại tỉnh Đồng Tháp có thể chia làm 4 nhóm đất chính là nhóm đất phù sa (chiếm 59,06% diện tích đất tự nhiên), nhóm đất phèn (chiếm 25,99% diện tích tự nhiên), đất xám (chiếm 8,67% diện tích tự nhiên), nhóm đất cát (chiếm 0,04% diện tích tự nhiên). Nguồn rừng tại Đồng Tháp chỉ còn quy mô nhỏ, diện tích rừng tràm còn dưới 10.000 ha. Động vật, thực vật rừng rất đa dạng có rắn, rùa, cá, tôm, trăn, cò, cồng cộc, đặc biệt là sếu cổ trụi.
Đồng Tháp là tỉnh rất nghèo về tài nguyên khoáng sản, chủ yếu có: Cát xây dựng các loại, phân bố ở ven sông, cồn hoặc các cù lao, là mặt hàng chiến lược của tỉnh trong xây dựng. Sét gạch ngói có trong phù sa cổ, trầm tích biển, trầm tích sông, trầm tích đầm lầy, phân bố rộng khắp trên địa bàn tỉnh với trữ lượng lớn. Sét cao lanh có nguồn trầm tích sông, phân bố ở các huyện phía bắc tỉnh. Than bùn có nguồn gốc trầm tích từ thế kỷ thứ IV, phân bố ở huyện Tam Nông, Tháp Mười với trữ lượng khoảng 2 triệu m³.
Đồng Tháp Mười ở đầu nguồn sông Cửu Long, có nguồn nước mặt khá dồi dào, nguồn nước ngọt quanh năm không bị nhiễm mặn. Ngoài ra còn có hai nhánh sông Sở Hạ và sông Sở Thượng bắt nguồn từ Campuchia đổ ra sông Tiền ở Hồng Ngự. Phía nam còn có sông Cái Tàu Hạ, Cái Tàu Thượng, sông Sa Đéc... hệ thống kênh rạch chằng chịt. Đồng Tháp có nhiều vỉa nước ngầm ở các độ sâu khác nhau, nguồn này hết sức dồi dào, mới chỉ khai thác, sử dụng phục vụ sinh hoạt đô thị và nông thôn, chưa đưa vào dùng cho công nghiệp.

## Tổ chức hành chính và chính quyền

### Tổ chức hành chính
Nghị quyết số 1663/NQ-UBTVQH15 ngày 16 thánh 06 năm 2025 về việc sắp xếp các đơn vị hành chính cấp xã của tỉnh Đồng Tháp năm 2025. Sau khi sắp xếp, tỉnh Đồng Tháp có 102 đơn vị hành chính cấp xã, gồm 82 xã và 20 phường.
| Tên          | Diện tích (km²) | Dân số (người) |
| ------------ | --------------- | -------------- |
| Phường (20)  |                 |                |
| An Bình      | 50,07           | 33.314         |
| Bình Xuân    | 34,42           | 32.574         |
| Cai Lậy      | 25,52           | 34.117         |
| Cao Lãnh     | 73,33           | 137.387        |
| Đạo Thạnh    | 14,28           | 73.370         |
| Gò Công      | 10,06           | 36.124         |
| Hồng Ngự     | 64,18           | 53.945         |
| Long Thuận   | 8,26            | 29.715         |
| Mỹ Ngãi      | 49,00           | 50.504         |
| Mỹ Phong     | 23,00           | 50.731         |
| Mỹ Phước Tây | 36,05           | 40.730         |
| Mỹ Tho       | 6,39            | 66.766         |
| Mỹ Trà       | 46,27           | 46.757         |
| Nhị Quý      | 21,36           | 27.568         |
| Sa Đéc       | 46,92           | 104.509        |
| Sơn Qui      | 48,96           | 46.507         |
| Thanh Hòa    | 19,50           | 20.903         |
| Thới Sơn     | 15,21           | 38.490         |
| Thường Lạc   | 43,74           | 38.225         |
| Trung An     | 23,38           | 70.479         |
| Xã (82)      |                 |                |
| An Hòa       | 77,89           | 19.033         |
| An Hữu       | 43,94           | 52.177         |
| An Long      | 72,19           | 50.050         |
| An Phước     | 64,93           | 23.788         |

| Tên             | Diện tích (km²) | Dân số (người) |
| --------------- | --------------- | -------------- |
| An Thạnh Thủy   | 42,67           | 41.198         |
| Ba Sao          | 81,13           | 28.463         |
| Bình Hàng Trung | 78,22           | 39.533         |
| Bình Ninh       | 46,64           | 36.131         |
| Bình Phú        | 47,33           | 51.081         |
| Bình Thành      | 72,15           | 31.182         |
| Bình Trưng      | 31,23           | 34.618         |
| Cái Bè          | 41,14           | 59.611         |
| Châu Thành      | 24,28           | 57.070         |
| Chợ Gạo         | 25,17           | 33.793         |
| Đốc Binh Kiều   | 77,82           | 28.797         |
| Đồng Sơn        | 44,27           | 40.405         |
| Gia Thuận       | 67,41           | 45.907         |
| Gò Công Đông    | 106,41          | 30.104         |
| Hậu Mỹ          | 78,61           | 40.097         |
| Hiệp Đức        | 45,97           | 35.734         |
| Hòa Long        | 81,31           | 68.886         |
| Hội Cư          | 48,66           | 52.774         |
| Hưng Thạnh      | 65,15           | 31.368         |
| Kim Sơn         | 29,42           | 29.382         |
| Lai Vung        | 71,24           | 80.649         |
| Lấp Vò          | 85,20           | 73.883         |
| Long Bình       | 36,62           | 30.788         |
| Long Định       | 43,77           | 48.391         |
| Long Hưng       | 43,25           | 47.304         |
| Long Khánh      | 29,00           | 35.884         |

| Tên            | Diện tích (km²) | Dân số (người) |
| -------------- | --------------- | -------------- |
| Long Phú Thuận | 56,57           | 61.107         |
| Long Tiên      | 44,64           | 43.997         |
| Lương Hòa Lạc  | 35,28           | 37.661         |
| Mỹ An Hưng     | 65,29           | 55.371         |
| Mỹ Đức Tây     | 45,79           | 36.897         |
| Mỹ Hiệp        | 79,42           | 54.577         |
| Mỹ Lợi         | 43,76           | 33.781         |
| Mỹ Quí         | 119,88          | 36.223         |
| Mỹ Thành       | 52,30           | 35.768         |
| Mỹ Thiện       | 62,59           | 27.745         |
| Mỹ Thọ         | 61,49           | 51.191         |
| Mỹ Tịnh An     | 41,21           | 36.958         |
| Ngũ Hiệp       | 47,94           | 40.635         |
| Phong Hòa      | 87,88           | 71.537         |
| Phong Mỹ       | 78,58           | 31.182         |
| Phú Cường      | 89,91           | 21.122         |
| Phú Hựu        | 71,28           | 68.475         |
| Phú Thành      | 31,92           | 25.135         |
| Phú Thọ        | 84,90           | 30.372         |
| Phương Thịnh   | 104,65          | 21.675         |
| Tam Nông       | 102,67          | 21.031         |
| Tân Dương      | 46,67           | 46.069         |
| Tân Điền       | 39,01           | 22.130         |
| Tân Đông       | 50,35           | 51.413         |
| Tân Hộ Cơ      | 77,50           | 25.026         |
| Tân Hòa        | 37,96           | 34.149         |

| Tên             | Diện tích (km²) | Dân số (người) |
| --------------- | --------------- | -------------- |
| Tân Hồng        | 102,79          | 39.974         |
| Tân Hương       | 35,05           | 67.210         |
| Tân Khánh Trung | 60,13           | 46.858         |
| Tân Long        | 94,86           | 76.717         |
| Tân Nhuận Đông  | 92,01           | 59.576         |
| Tân Phú         | 38,58           | 31.360         |
| Tân Phú Đông    | 175,15          | 23.630         |
| Tân Phú Trung   | 82,63           | 62.831         |
| Tân Phước 1     | 95,39           | 12.836         |
| Tân Phước 2     | 89,40           | 10.849         |
| Tân Phước 3     | 80,19           | 75.927         |
| Tân Thành       | 64,82           | 30.611         |
| Tân Thạnh       | 59,51           | 30.740         |
| Tân Thới        | 65,83           | 32.116         |
| Tân Thuận Bình  | 39,94           | 40.031         |
| Thanh Bình      | 85,99           | 47.410         |
| Thanh Hưng      | 51,89           | 46.314         |
| Thanh Mỹ        | 93,15           | 33.096         |
| Thạnh Phú       | 56,64           | 28.431         |
| Tháp Mười       | 70,40           | 44.427         |
| Thường Phước    | 80,74           | 59.864         |
| Tràm Chim       | 90,23           | 22.725         |
| Trường Xuân     | 113,76          | 18.124         |
| Vĩnh Bình       | 39,78           | 44.540         |
| Vĩnh Hựu        | 31,89           | 24.210         |
| Vĩnh Kim        | 25,57           | 31.466         |

## Kinh tế
Tình hình kinh tế – xã hội của tỉnh Đồng Tháp trong 9 tháng đầu năm 2012 được triển khai thực hiện trong bối cảnh khó khăn chung của kinh tế thế giới và cả nước, nhưng tình hình kinh tế – xã hội trong tỉnh vẫn duy trì và phát triển. Tổng kim ngạch xuất khẩu ước đạt 463 triệu USD, bằng 71,3% kế hoạch và tổng kim ngạch nhập khẩu ước đạt 467,4 triệu USD bằng 66,7% kế hoạch. Thực hiện vốn đầu tư xây dựng cơ bản ước đạt 1.629 tỷ đồng, huy động vốn tín dụng tăng 27,8% và dư nợ cho vay tăng 10,46% so với đầu năm. Sản lượng lúa 2 vụ đông xuân và hè thu đạt 2,6 triệu tấn, vượt kế hoạch 2,3% sản lượng, thủy sản ước đạt 334.300 tấn, bằng 79,5% kế hoạch. Về thương mại, dịch vụ, tổng mức bán lẻ hàng hóa và dịch vụ ước đạt 30.468 tỷ đồng, bằng 70,3% kế hoạch. Công tác xã hội hóa đầu tư được đẩy mạnh, tập trung vào các công trình nước sạch, vệ sinh môi trường, cầu đường nông thôn, trường học, y tế... góp phần thực hiện có hiệu quả chương trình xây dựng nông thôn mới.
Trong 10 tháng đầu năm 2012 do chịu hậu quả từ cuộc khủng hoảng tài chính toàn cầu và khủng hoảng nợ công khu vực Châu Âu kéo dài, trong nước hoạt động sản xuất kinh doanh tiếp tục bị áp lực lãi suất vay cao, mức tiêu thụ sản phẩm đạt thấp. Tuy nhiên kinh tế tỉnh Đồng Tháp vẫn ổn định, đời sống dân cư, an sinh xã hội, trật tự an toàn xã hội tiếp tục được giữ vững.
Cây lúa vẫn là loại cây trồng chủ yếu chiếm tỷ trọng lớn trong diện tích gieo trồng và trong giá trị sản xuất toàn ngành nông nghiệp. Diện tích gieo trồng lúa cả năm ước tính 487.623 ha, sản lượng lúa cả năm 2012 ước tính 3.036 ngàn tấn thấp hơn mục tiêu kế hoạch. Do thay đổi cơ cấu cây trồng nên sản lượng một số nông sản trong năm 2012 giảm so với năm 2011. Sản lượng thủy sản nuôi trồng năm 2012 vẫn tăng 15,89% so với năm trước và đạt 436 ngàn tấn, vượt 9,81% kế hoạch năm. Năm 2018, giá trị sản xuất của thủy sản so với Tổng giá trị sản xuất của Nông nghiệp – Lâm nghiệp – Thủy sản  là 19,5%. Ước tính tổng mức vốn đầu tư xây dựng cơ bản các đơn vị thuộc nhà nước quản lý năm 2012 là 2.380 tỷ đồng đạt 98,61% kế hoạch năm. Tổng trị giá hàng nhập khẩu năm 2012 ước tính 695 triệu USD, bằng 109,72% so với năm 2011. Mặt hàng nhập khẩu chủ yếu vẫn là xăng dầu, ước tính khối lượng nhập khẩu 633 ngàn tấn, với trị giá nhập khẩu 640 triệu USD, tăng 17,87% về khối lượng và tăng 5,88% về giá trị so với năm 2011.
Đồng Tháp là tỉnh có đàn gia cầm (vịt) chăn thả khá lớn so với nhiều tỉnh thành trong cả nước, số hộ nuôi vịt đẻ là 899 hộ với số lượng vịt nuôi là 650.512 con, số hộ nuôi vịt thịt là 152 hộ với số lượng vịt nuôi là 126.788 con. Trong tháng 10, sản lượng cá tra đạt khoảng 33.145 tấn, giá trị sản xuất toàn ngành Công nghiệp đạt 1.231.517 triệu đồng, tổng mức vốn đầu tư thực hiện tháng 10 là 231.093 triệu đồng. Ước tính 10 tháng đầu năm, tổng mức vốn đầu tư xây dựng cơ bản thực hiện 1.851.540 triệu đồng. Trong tháng 10, tính tổng mức bán lẻ đạt 34.375 tỷ đồng, khối lượng hàng hóa vận chuyển là 213 ngàn tấn. Khối lượng vận chuyển hàng hóa 10 tháng đầu năm 2012 ước tính 2.415 ngàn tấn tăng 3,99% so với cùng kỳ 2011.
Ước tính trong tháng 10 hoạt động xuất khẩu đạt 74.584 ngàn USD. Trong khi nhập khẩu dự kiến đạt 60.555 ngàn USD. Nếu không tính hàng tạm nhập tái xuất thì kim ngạch xuất khẩu tháng 10 ước đạt 57.084 ngàn USD. Trong 10 tháng đầu năm 2012, nếu không tính hàng tạm nhập tái xuất thì kim ngạch xuất khẩu ước đạt 539.558 ngàn USD, đạt 83% so với kế hoạch xuất khẩu năm 2012. Kim ngạch nhập khẩu ước tính đạt 547.651 ngàn USD, bằng 88,9% so với cùng kỳ năm 2011 và đạt 78,24% kế hoạch năm. Ước tính tốc độ tăng trưởng GDP năm 2012 đạt 9,66%. GDP bình quân đầu người năm 2012 ước tính đạt 24,8 triệu đồng.
Năm 2019, tình hình kinh tế – xã hội của Đồng Tháp đạt 14/17 chỉ tiêu theo Nghị quyết của tỉnh đề ra, trong đó tốc độ tăng trưởng GRDP ước đạt 6,45%; GRDP/người đạt 50,19 triệu đồng/người. Đáng chú ý, khu vực nông nghiệp duy trì tăng trưởng trong tình hình nhiều khó khăn, kim ngạch xuất khẩu nông sản ước đạt trên 1 tỉ USD. Sản xuất công nghiệp tăng trưởng khá, trong đó công nghiệp chế biến tiếp tục giữ vai trò động lực tăng trưởng chung của tỉnh. Hoạt động du lịch có nhiều khởi sắc, thu hút trên 3,9 triệu lượt khách, trong đó có 95.000 lượt khách quốc tế, tổng doanh thu từ du lịch ước tăng 15% so với năm 2018. Cơ cấu lao động tiếp tục chuyển dịch tích cực, tạo thêm gần 31.000 việc làm; tỷ lệ hộ nghèo ước giảm còn 2,78%.

## Xã hội

### Giáo dục

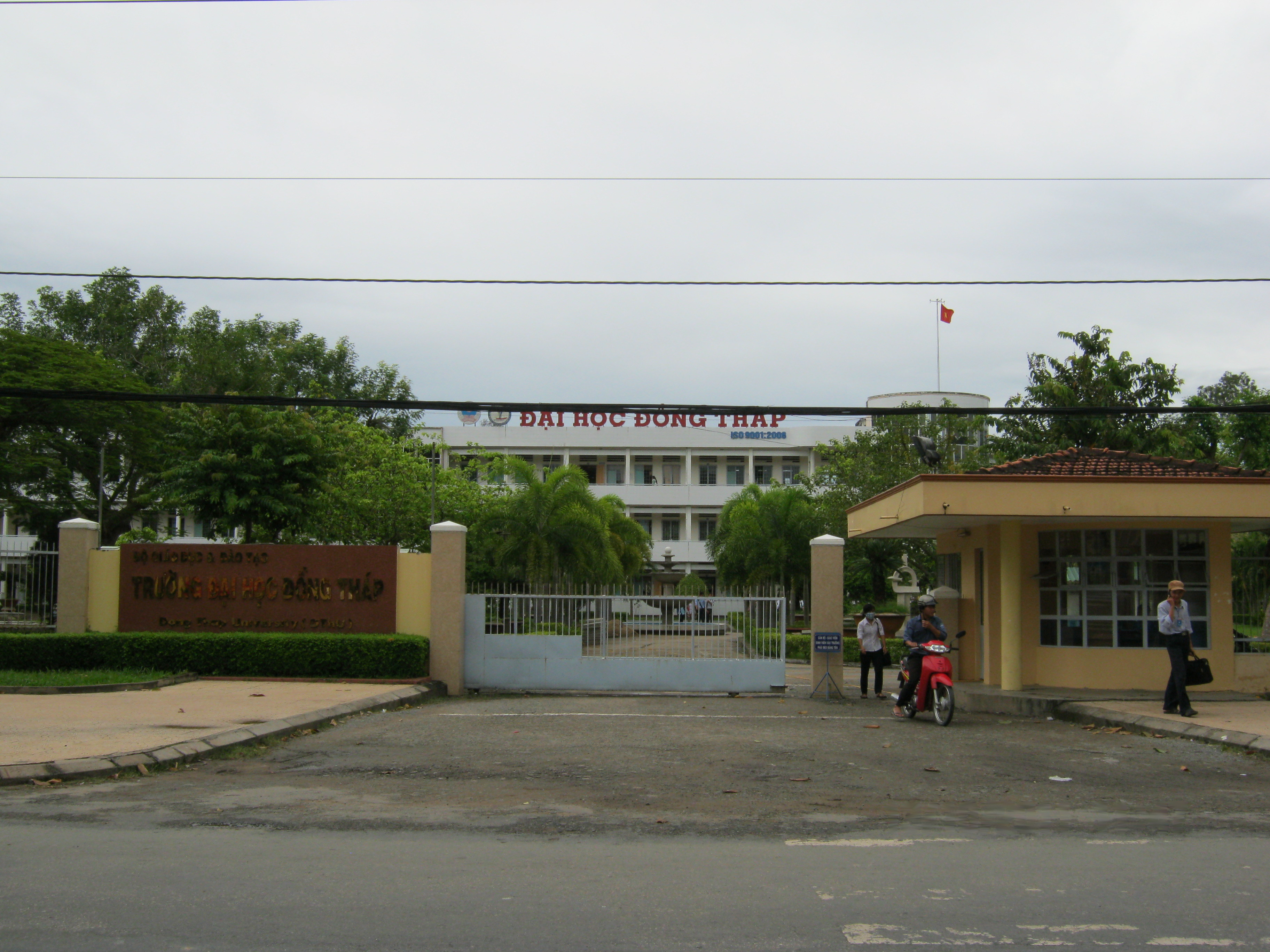
Trường Đại học Đồng Tháp
ở Thành phố Cao Lãnh

Tính đến ngày 1 tháng 11 năm 2018, tỉnh Đồng Tháp có 172 trường Mẫu giáo, 506 trường phổ thông trong đó có 321 trường Tiểu học, 130 trường Trung học cơ sở, 41 trường Trung học phổ thông, 12 trường phổ thông cơ sở, 2 trường trung học phổ thông chuyên, 4 trường Đại học và Cao đẳng, 1 trường chính trị, 1 trường quân sự.

### Y tế
Theo thông tin từ Tổng cục Thống kê năm 2008, tỉnh Đồng Tháp có 168 cơ sở khám chữa bệnh trực thuộc Sở Y tế. Trong đó có 12 bệnh viện, 13 phòng khám đa khoa khu vực, 1 bệnh viện điều dưỡng và phục hồi chức năng và 142 trạm y tế phường xã, tổng số giường bệnh là 3.458 giường, trong đó các bệnh viện có 2.440 giường, phòng khám đa khoa khu vực có 150 giường, bệnh viện điều dưỡng và phục hồi chức năng có 80, trạm y tế có 888 giường. Cũng theo thông tin từ Tổng cục Thống kê năm 2008, tỉnh có 762 bác sĩ, 990 y sĩ, 1029 y tá, 414 nữ hộ sinh, 183 dược sĩ cao cấp, 838 dược sĩ trung cấp và 492 dược tá.

### Dân cư
| Năm  | Số dân (người) | Năm  | Số dân (người) | Năm  | Số dân (người) | Năm  | Số dân (người) | Năm  | Số dân (người) | Năm  | Số dân (người) |
| ---- | -------------- | ---- | -------------- | ---- | -------------- | ---- | -------------- | ---- | -------------- | ---- | -------------- |
| 1995 | 1.489.300      | 2000 | 1.580.600      | 2005 | 1.639.500      | 2010 | 1.669.600      | 2015 | 1.684.261      | 2020 | 1.600.014      |
| 1996 | 1.510.400      | 2001 | 1.592.200      | 2006 | 1.646.800      | 2011 | 1.673.200      | 2016 | 1.687.291      | 2021 | 1.601.300      |
| 1997 | 1.532.500      | 2002 | 1.603.500      | 2007 | 1.654.500      | 2012 | 1.676.300      | 2017 | 1.689.567      | 2022 | 1.600.170      |
| 1998 | 1.556.500      | 2003 | 1.614.300      | 2008 | 1.662.500      | 2013 | 1.678.300      | 2018 | 1.693.300      | 2023 |                |
| 1999 | 1.568.200      | 2004 | 1.626.600      | 2009 | 1.666.600      | 2014 | 1.680.300      | 2019 | 1.599.504      |      |                |

Tính đến ngày 1 tháng 4 năm 2019, dân số toàn tỉnh Đồng Tháp đạt 1.599.504 người, mật độ dân số đạt 495 người/km² Trong đó dân số sống tại thành thị đạt 290.201 người, chiếm 18,1% dân số toàn tỉnh, dân số sống tại nông thôn đạt 1.309.303 người, chiếm 81,9% dân số. Dân số nam đạt 799.230 người, trong khi đó nữ đạt 800.274 người. Tỷ lệ tăng tự nhiên dân số phân theo địa phương giảm 0,41 ‰. Tỷ lệ đô thị hóa tính đến năm 2022 đạt 38%.
Theo thống kê của tổng cục thống kê Việt Nam, tính đến ngày 1 tháng 4 năm 2009, toàn tỉnh Đồng Tháp có 21 dân tộc cùng người nước ngoài sinh sống. Trong đó dân tộc Kinh có 1.663.718 người, người Hoa có 1855 người, người Khmer có 657 người, còn lại là những dân tộc khác như Chăm, Thái, Mường, Tày...
Tính đến ngày 1 tháng 4 năm 2019, toàn tỉnh có 12 tôn giáo khác nhau đạt 336.598 người, nhiều nhất là Phật giáo Hòa Hảo đạt 100.661 người, tiếp theo là đạo Cao Đài có 83.600 người, Phật giáo có 82.826 người, Công giáo có 50.226 người, đạo Tin Lành có 6.717 người, Đạo Tứ Ân Hiếu Nghĩa đạt 953 người, Bửu Sơn Kỳ Hương có 746 người, Tịnh độ cư sĩ Phật hội Việt Nam đạt 727 người, Hồi giáo đạt 126 người. Còn lại các tôn giáo khác như Minh Sư Đạo có chín người, Minh Lý Đạo có sáu người và Baha'i giáo chỉ có một người.

## Du lịch

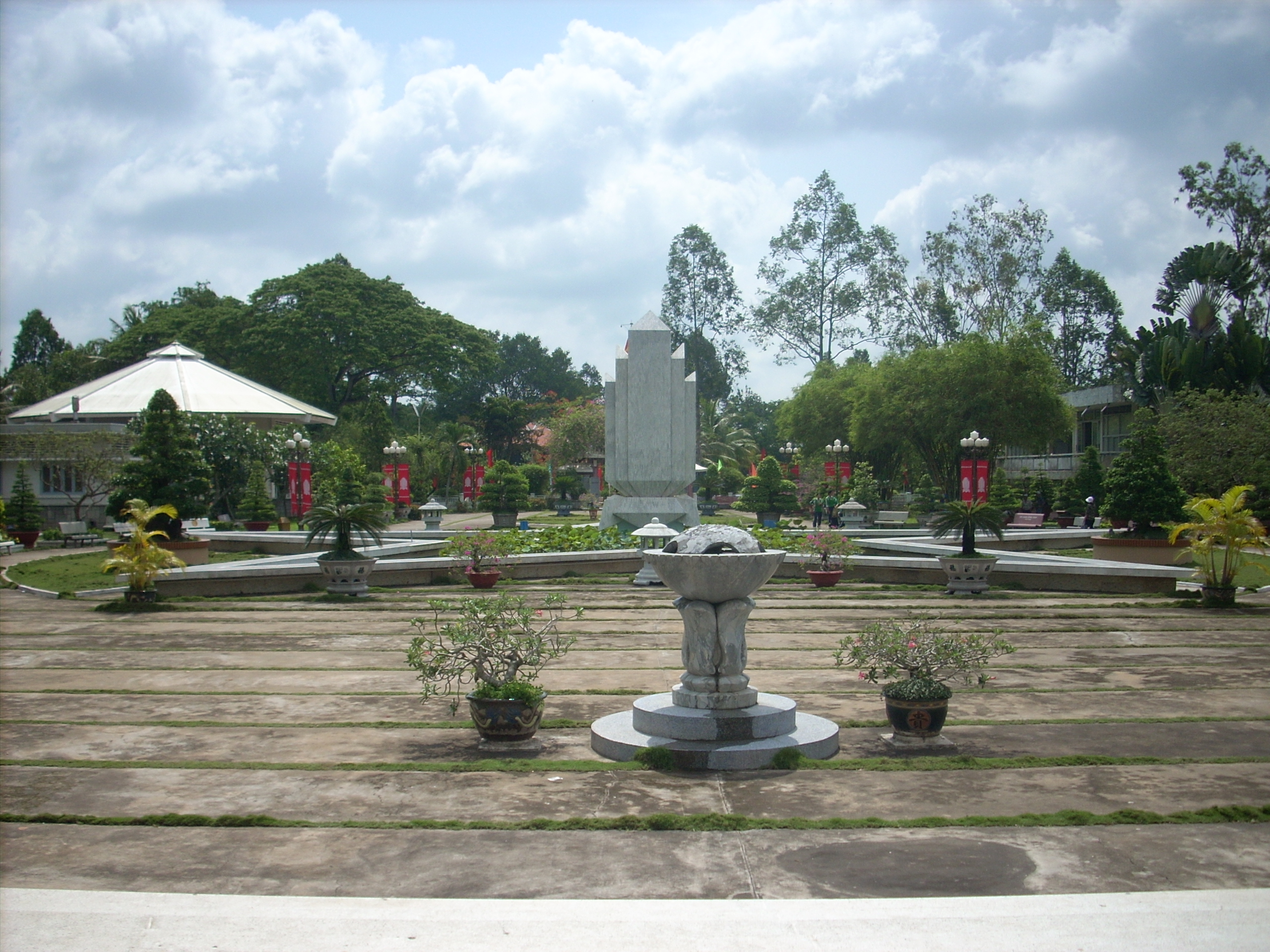
Lăng Phó Bảng Nguyễn Sinh Sắc
ở Thành phố Cao Lãnh

Tỉnh Đồng Tháp có nhiều điểm du lịch và di tích lịch sử, trong đó có 1 di tích quốc gia đặc biệt là khu di tích Gò Tháp, có 12 di tích lịch sử văn hóa cấp quốc gia và 49 di tích cấp tỉnh. Các địa điểm tham quan như khu di tích Gò Tháp, khu di tích Xẻo Quýt, Lăng cụ Phó bảng Nguyễn Sinh Sắc, Đền thờ Thượng tướng Quận công Trần Văn Năng, Vườn quốc gia Tràm Chim, Nhà cổ Huỳnh Thủy Lê, Vườn cò Tháp Mười, Làng hoa cảnh Tân Quy Đông (Vườn hồng Sa Đéc)... Các điểm tham quan, du lịch của tỉnh mới được đầu tư, tôn tạo một phần, hệ thống cơ sở hạ tầng còn yếu kém, chưa đồng bộ nhất là giao thông, nên còn nhiều hạn chế, chưa tạo được sức hấp dẫn mạnh đối với du khách, chưa khai thác tốt tiềm năng, thế mạnh của vùng sông nước Đồng Tháp Mười và biên giới đất liền với Campuchia. Bên cạnh đó, tỉnh còn có các tuyến du lịch liên tỉnh, đưa khách nước ngoài từ Thành phố Hồ Chí Minh về Đồng Tháp, đi An Giang, Cần Thơ, về Thành phố Hồ Chí Minh, tuyến ngoại tỉnh, chủ yếu đưa khách trong tỉnh đi tham quan các tỉnh khác như Vũng Tàu, Đà Lạt, Nha Trang.

## Giao thông

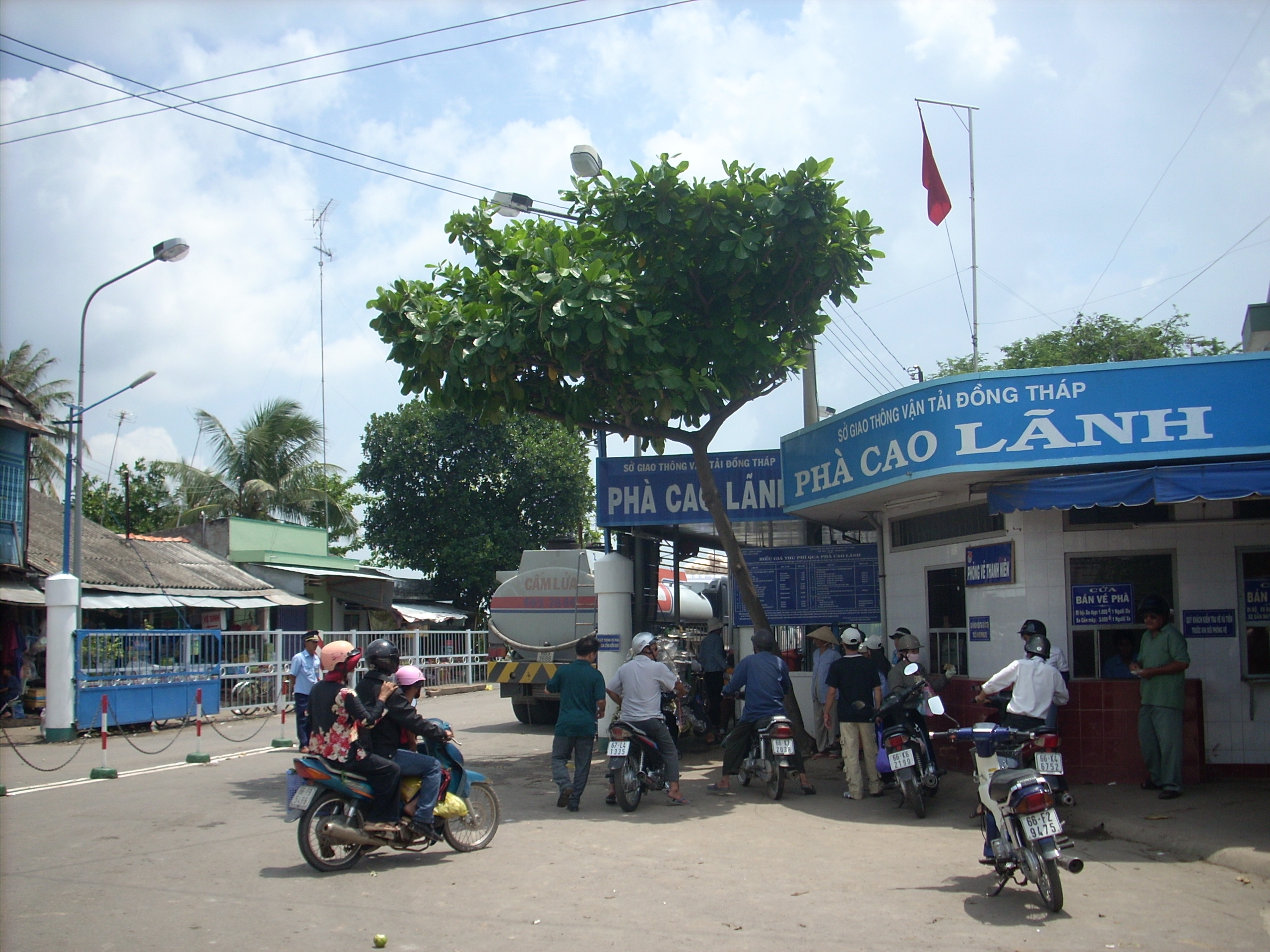
Phà Cao Lãnh

Hệ thống giao thông trên địa phận tỉnh Đồng Tháp khá phong phú với quốc lộ 30 và đường cao tốc Hồng Ngự – Trà Vinh giáp Quốc lộ 1 tại ngã ba An Hữu (Cái Bè – Tiền Giang) chạy dọc theo bờ Bắc sông Tiền, quốc lộ 80 từ cầu Mỹ Thuận nối Hà Tiên đi qua các tỉnh Vĩnh Long, Đồng Tháp, An Giang, Cần Thơ và Kiên Giang, quốc lộ 54 chạy dọc theo sông Hậu nối Đồng Tháp với Vĩnh Long và Trà Vinh, tuyến đường N2 nối quốc lộ 22 và quốc lộ 30 xuyên qua khu vực Đồng Tháp Mười là một phần của tuyến đường Hồ Chí Minh xuyên suốt Bắc Nam. Mạng giao thông thủy trên sông Tiền, sông Hậu nối Đồng Tháp với Thành phố Hồ Chí Minh và các tỉnh trong khu vực, tạo điều kiện thuận lợi trong giao thương với các tỉnh vùng Đồng bằng sông Cửu Long và mở rộng đến các tỉnh của Vương quốc Campuchia. Đường cao tốc Bắc – Nam phía Đông và đường cao tốc Bắc – Nam phía Tây chạy xuyên qua tỉnh từ bắc đến nam.

## Hình ảnh

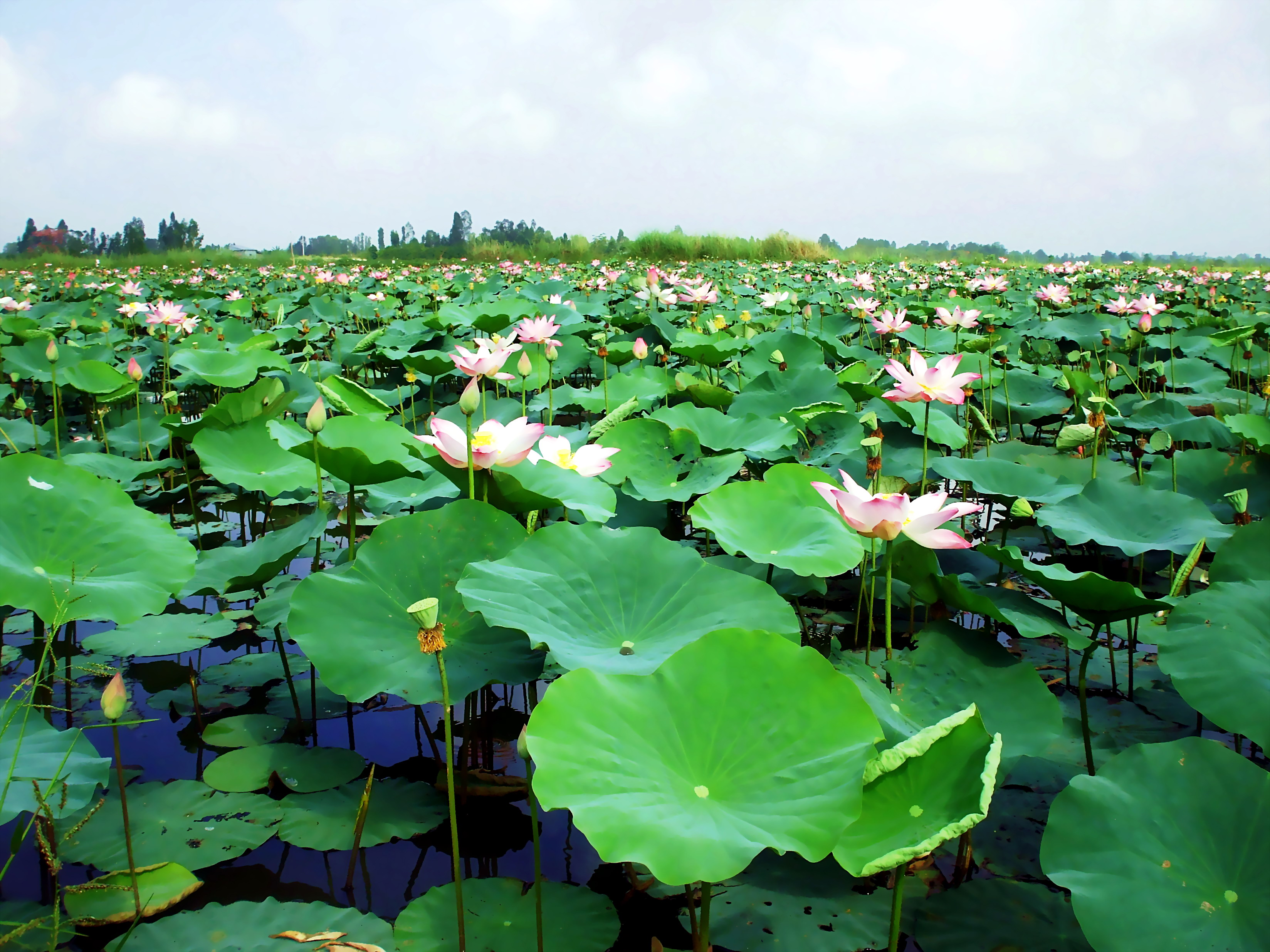
Sen hồng - biểu tượng của Đồng Tháp
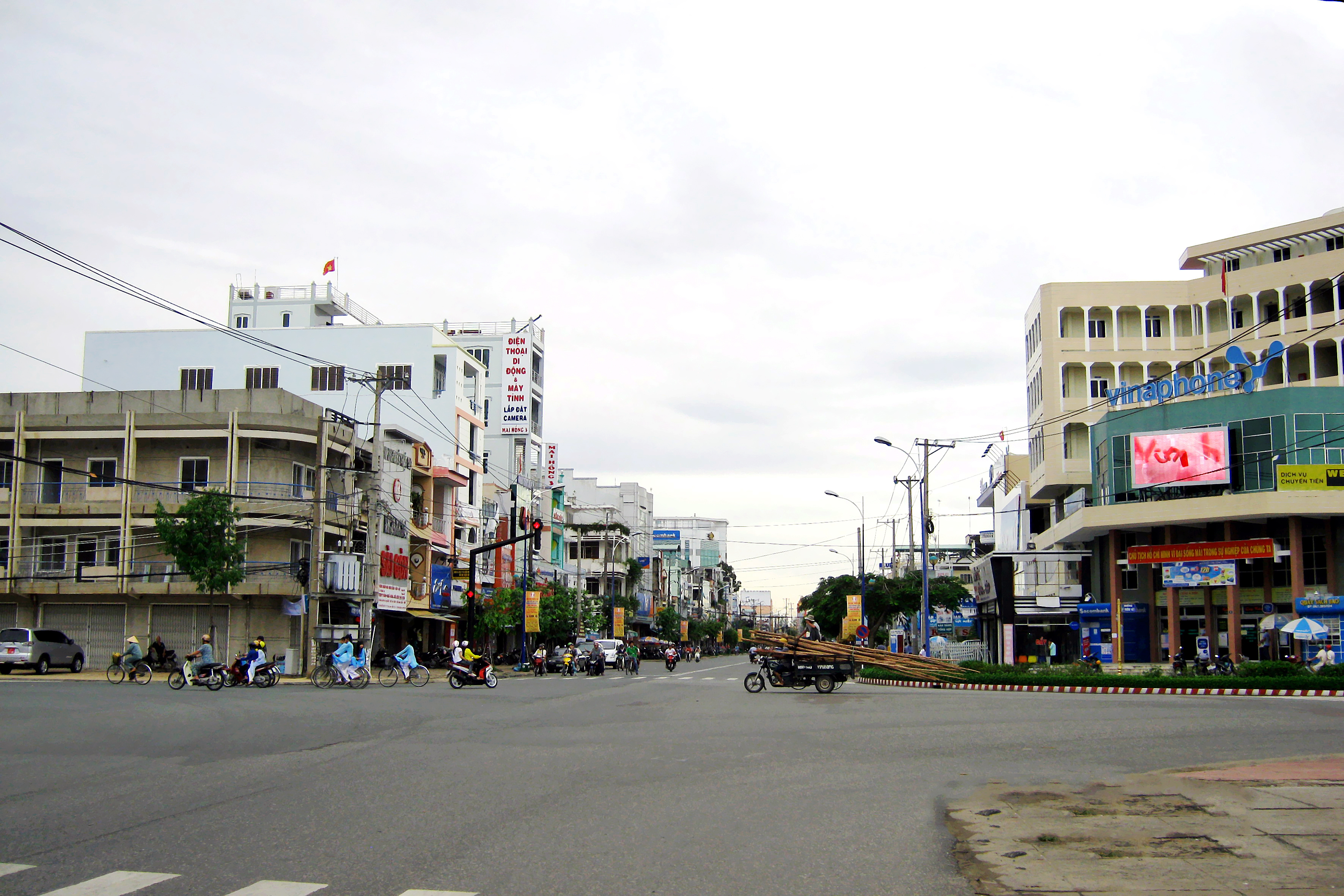
Ngã 4 ở Tp Cao Lãnh
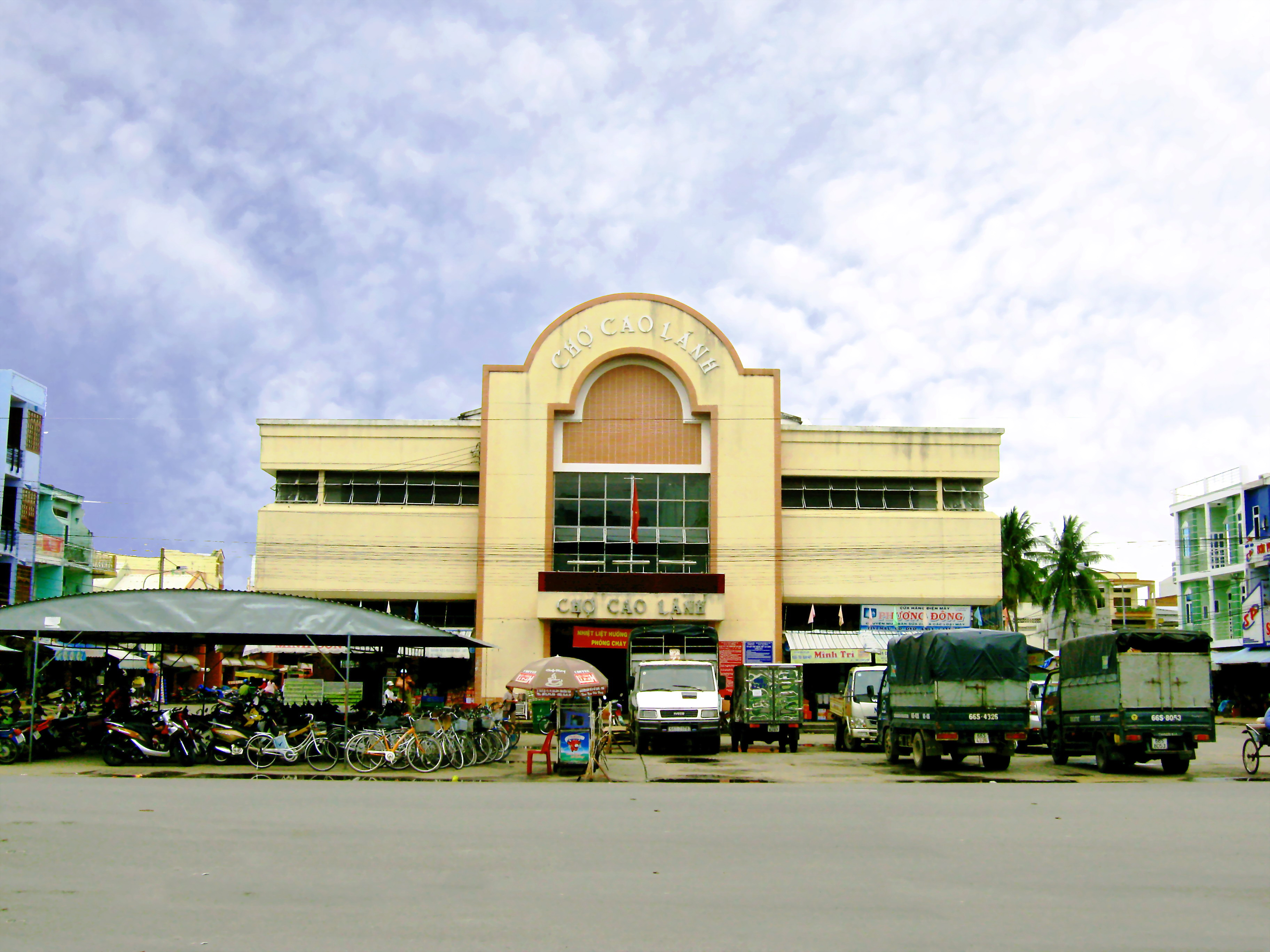
Chợ Cao Lãnh
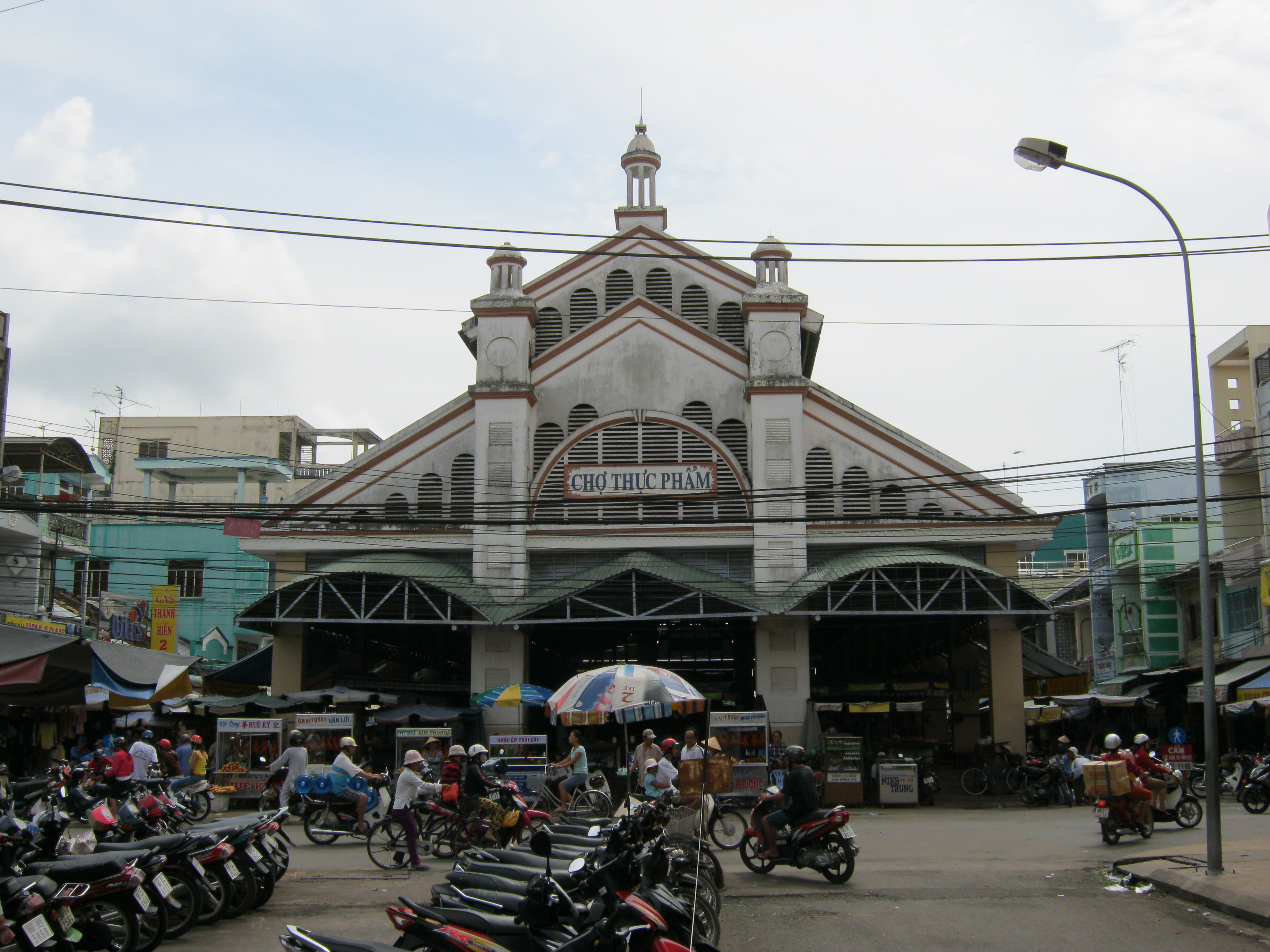
Chợ Tp Sa Đéc
Trung tâm thương mại ở Sa Đéc
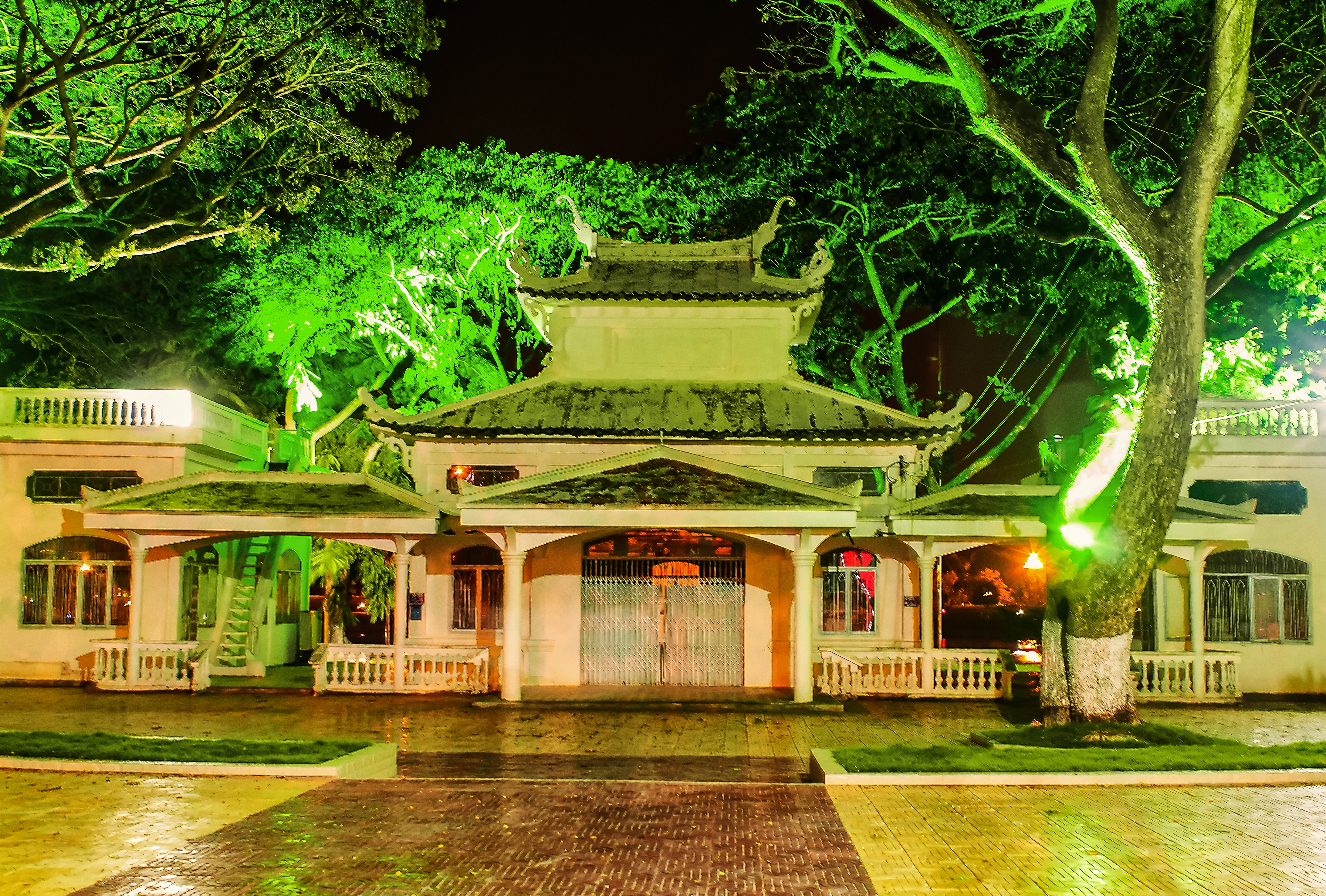
Văn thánh miếu ở Tp Cao Lãnh
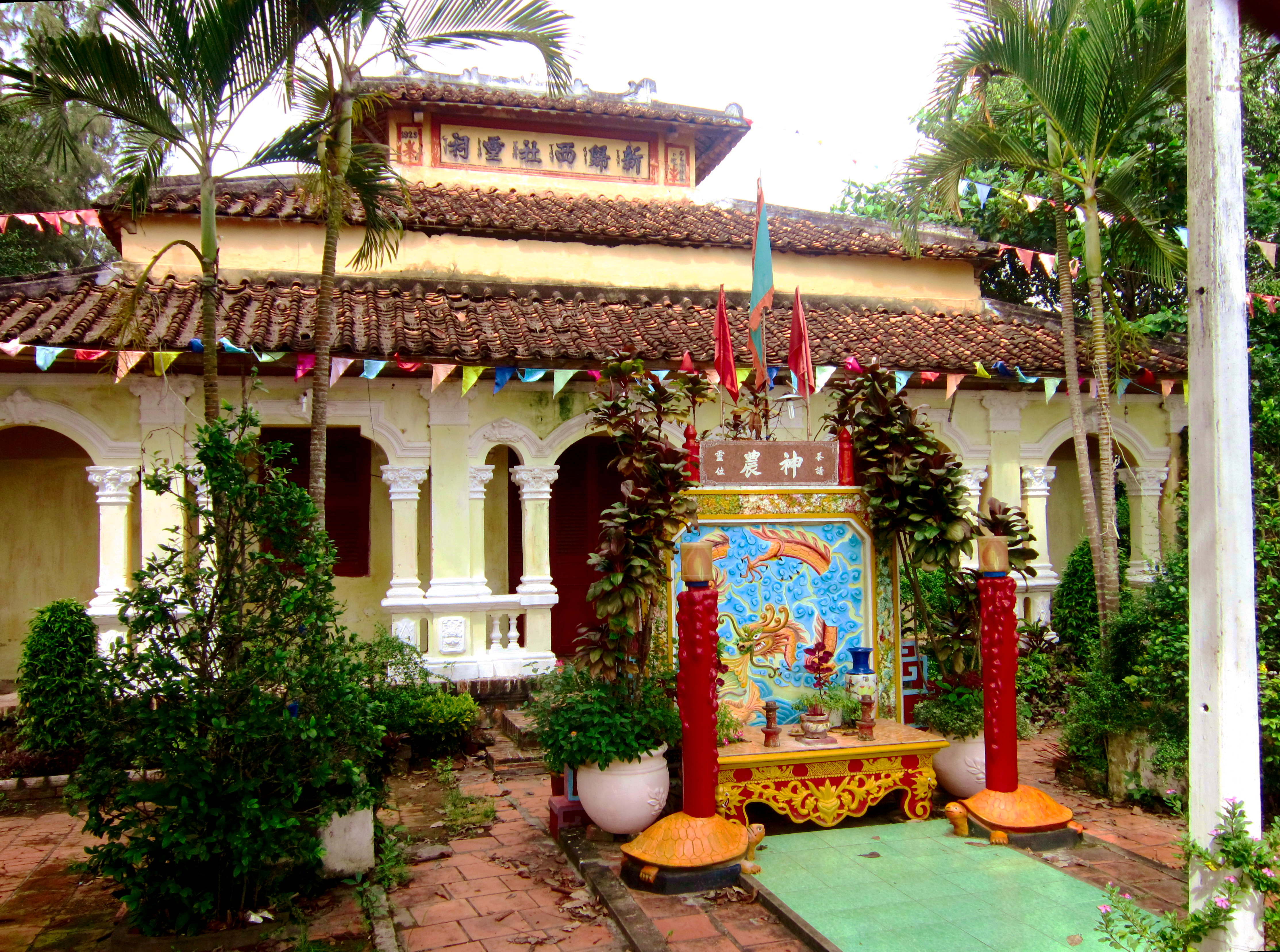
Đình Tân Quy ở Sa Đéc
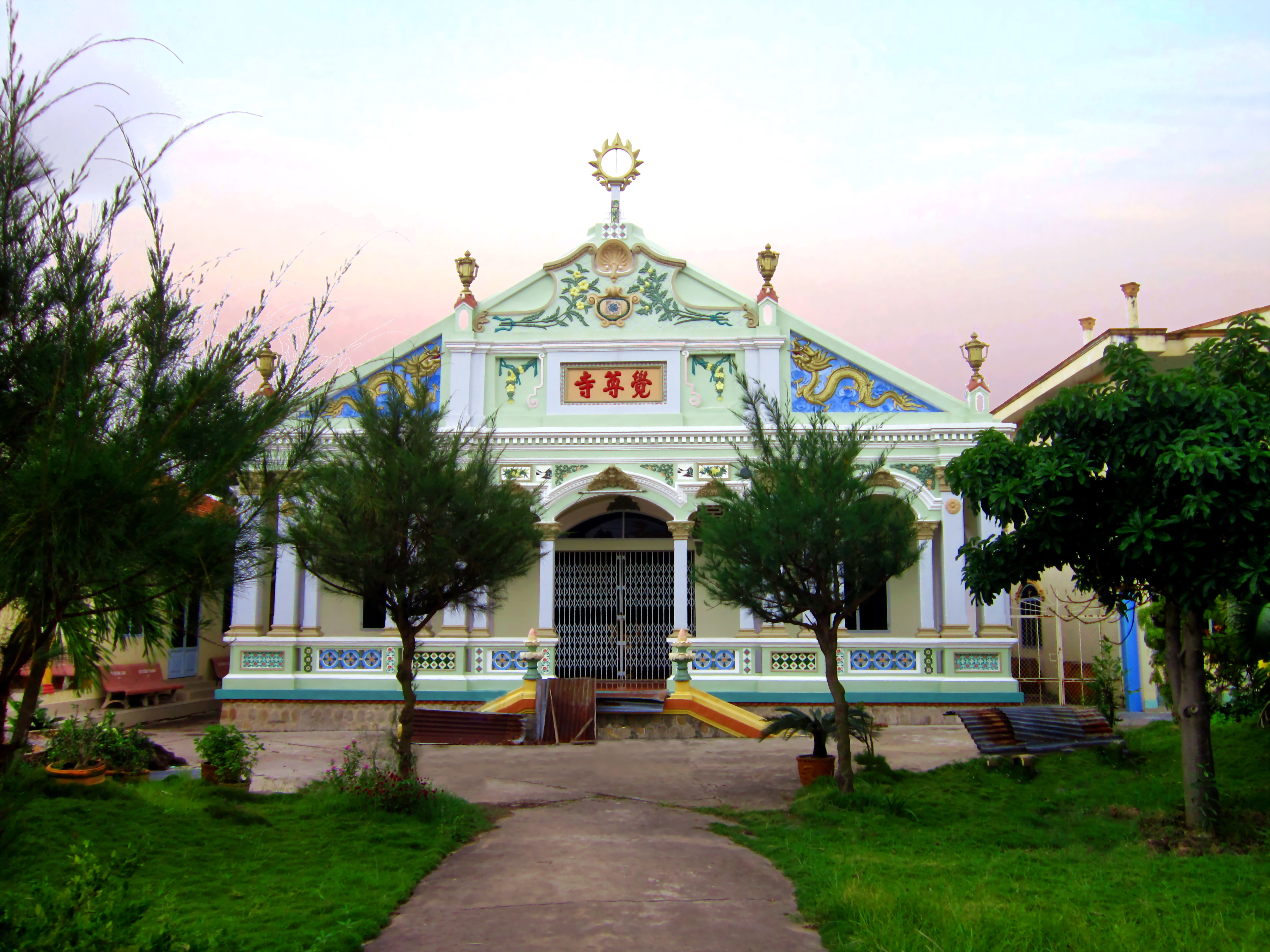
Chùa Giác Tôn ở H.Châu Thành
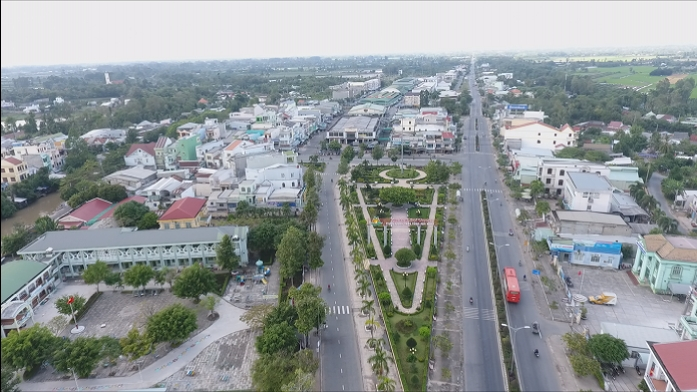
Thị trấn Lai Vung
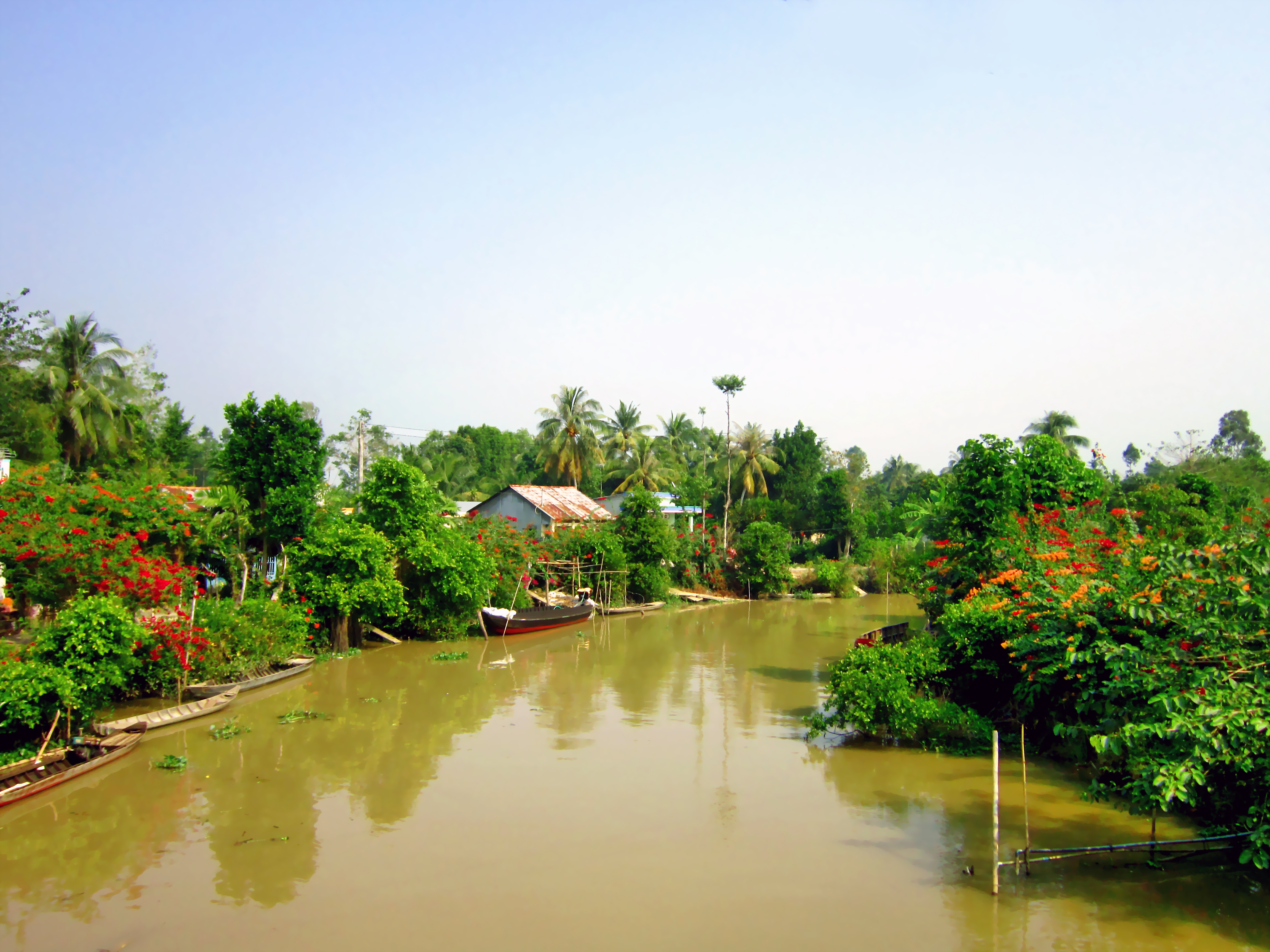
Rạch Mù U ở xã Tân Dương, H. Lai Vung
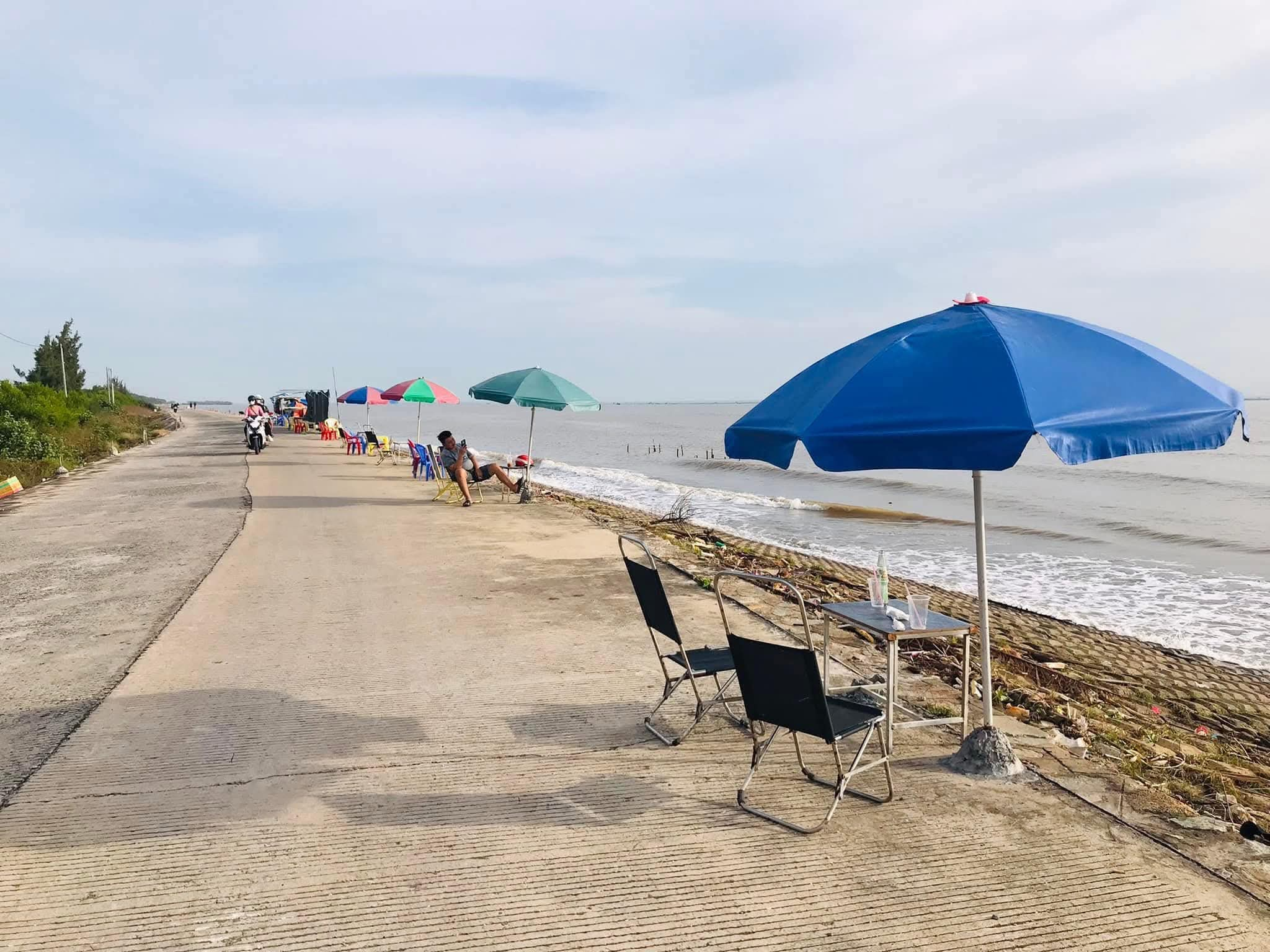
Biển Gò Công trên địa phận xã Gò Công Đông, xã Tân Điền, xã Gia Thuận và xã Tân Đông
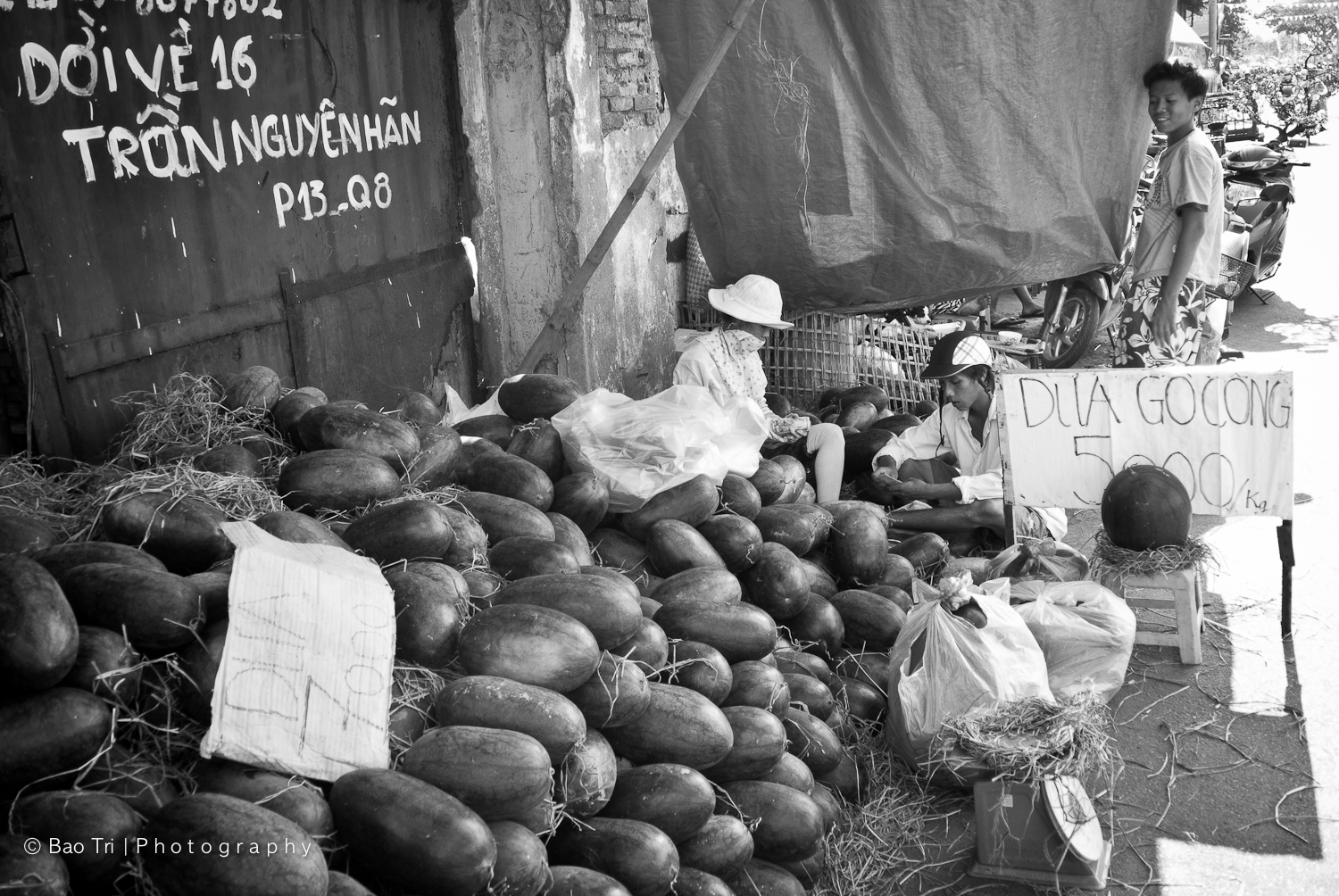
Dưa hấu Gò Công